# Afro-brasileiros
Afro-brasileiros, negros, pretos ou afrodescendentes são os termos usualmente adotados para designar a parcela da população brasileira descendente dos povos nativos da África subsaariana.
Preto e pardo estão entre as cinco categorias étnico-raciais usadas pelo Instituto Brasileiro de Geografia e Estatística (IBGE), juntamente com branco, amarelo e indígena. No censo de 2022, 20,7 milhões de brasileiros (10,2% da população) se identificaram como pretos e 92,1 milhões (45,3% da população) se identificaram como pardos, juntos totalizando 55,5% da população do Brasil. No contexto brasileiro, as categorias preto e pardo são comumente consideradas, em conjunto, representativas da população afrodescendente do país. A definição de “negro” como o conjunto de pretos e pardos, defendida pelo Movimento Negro, foi adotada na legislação brasileira em 2010 com o Estatuto da Igualdade Racial. No entanto, essa definição não é incontroversa, já que parte da população que se identifica como parda não possui ascendência africana, especialmente na região Norte do Brasil onde ascendência indígena é mais predominante.
Durante o período da escravidão, entre os séculos XVI e XIX, o Brasil recebeu aproximadamente quatro a cinco milhões de africanos, que constituíam cerca de 40% de todos os africanos trazidos para a América. Muitos africanos que escaparam da escravidão fugiram para os quilombos, comunidades onde podiam viver livremente e resistir à opressão. Em 1850, o Brasil determinou a proibição definitiva do tráfico transatlântico de escravos e, em 1888, o país aboliu a escravidão, tornando-se o último na América a fazê-lo. Apesar da histórica repressão às suas expressões culturais, os africanos e seus descendentes moldaram profundamente a paisagem cultural do Brasil. Suas contribuições são especialmente notáveis na religião, culinária, música e dança, com manifestações como samba e capoeira refletindo esse legado cultural. Nos tempos contemporâneos, os afro-brasileiros ainda enfrentam disparidades socioeconômicas e discriminação racial.

## Conceito
Atualmente, o Instituto Brasileiro de Geografia e Estatística (IBGE) utiliza cinco categorias de cor ou raça no censo brasileiro: branca, parda, preta, amarela (asiático oriental) e indígena. No censo de 1940, todos os indivíduos que não identificaram como "branco", "preto" ou "amarelo", foram posteriormente agrupadas na categoria pardo. Assim, essa categoria não incluía apenas os que se identificavam como pardo, mas também aqueles que se autodeclaram como moreno, mulato, caboclo, indígena, etc. Nos censos seguintes, pardo foi formalizado como uma categoria própria, enquanto os povos indígenas ganharam uma categoria separada somente em 1991.
No censo do IBGE de 2010, 7,6% dos brasileiros identificaram sua cor ou raça como preta, 43,1% como parda e 47,7% como branca. Esses dados, contudo, devem ser analisados com cautela, haja vista a histórica tendência ao branqueamento que se observa nas classificações raciais no país. Ativistas e estudiosos associados ao Movimento Negro argumentam que a inclusão da categoria pardo no censo distorce a representação demográfica do Brasil. Eles sustentam que o privilégio ideológico pela branquitude na sociedade brasileira leva muitos brasileiros a ‘negar sua negritude’ e ‘se clarear’ no censo ao escolher a categoria pardo. Muitos atores do Movimento Negro preferem o termo negro, definindo-o como a soma dos indivíduos que se classificam como pardo e preto no censo. Muitos estudiosos e cientistas sociais também combinam as categorias pardo e preto em seus estudos, usando termos como afro-descendente, afro-brasileiro ou negro. Em 2010, o Congresso brasileiro aprovou o Estatuto da Igualdade Racial. A lei adota o termo racial negro, definido-o como a soma de pretos e pardos. Embora evidências sugiram que pretos e pardos tenham perfis socioeconômicos e indicadores de bem-estar material semelhantes em comparação com os brancos, alguns pesquisadores observam que é problemático agrupar pretos e pardos em uma categoria coletiva de negros, pois parte dos brasileiros que se identificam como pardos não têm ascendência africana. Segundo uma pesquisa de 2000 realizada no Rio de Janeiro, toda a população autoidentificada como preta afirmou ter ascendência africana. 86% dos autoidentificados como pardos relataram ter ancestrais africanos, mas é notável que 14% dos pardos do Rio de Janeiro disseram não ter ancestrais africanos. Esse percentual é ainda maior no Norte do Brasil, onde houve uma maior contribuição genética dos povos indígenas. O sociólogo Demétrio Magnoli considera que classificar todos os pretos e pardos como negros é um ataque à visão racial dos brasileiros. O sociólogo Simon Schwartzman aponta que substituir negro por preto e suprimir a alternativa pardo significaria impor ao Brasil uma visão da questão racial como uma dicotomia, semelhante à dos Estados Unidos, que não seria verdadeira.
A combinação das categorias censitárias “preto” e “pardo” forma um grupo estatístico que representa pouco mais de 50% da população brasileira. No entanto, quando os brasileiros são convidados a se autodeclarar em um modelo binário (preto ou branco), a distribuição demográfica se altera de forma significativa. Dados da Pesquisa Social Brasileira (PESB) de 2002 mostram que em formato dicotômico quase metade dos que se identificam como pardos no censo escolheriam se identificar como brancos. Assim, embora pretos e pardos juntos representem ligeiramente mais da metade da população do Brasil no formato do IBGE, o esquema binário desloca quase metade dos pardos para a categoria branca, que passa a representar 67% da população, deixando os negros com apenas 33%. Segundo pesquisa do Datafolha realizada em 2024, apenas 40% dos pardos se consideram negros, enquanto 60% afirmam não se identificar como tal. Apesar disso, 67% dos pardos concordam que a população negra é composta pela soma de pretos e pardos. No total da população brasileira, 65% concordam com essa mesma definição. Apesar da controvérsia, a classificação da população negra como a soma dos pretos e pardos é comumente usada pela mídia tradicional, textos acadêmicos, órgãos oficiais como o Instituto de Pesquisa Econômica Aplicada (IPEA), ministérios, departamentos governamentais e organizações internacionais. O IBGE, porém, não adota essa classificação. De acordo com uma pesquisa do IBGE realizada em 2008 nos estados do Amazonas, da Paraíba, de São Paulo, do Rio Grande do Sul, do Mato Grosso e no Distrito Federal, apenas 11,8% dos entrevistados reconheceram ter ascendência africana, enquanto que 43,5% disseram ter ancestralidade europeia, 21,4% indígena e 31,3% disseram não saber a sua própria ancestralidade. Quando indagados a dizer de forma espontânea a sua cor ou raça, 49% dos entrevistados se disseram brancos, 21,7% morenos, 13,6% pardos, 7,8% negros, 1,5% amarelos, 1,4% pretos, 0,4% indígenas e 4,6% deram outras respostas. Porém, quando a opção "afrodescendente" foi apresentada, 21,5% dos entrevistados se identificaram como tal. Quando a opção "negro" também foi apresentada, 27,8% dos entrevistados se identificaram com ela.
| |  | |
| A atriz Camila Pitanga autodeclara-se negra, mas apenas 27% dos brasileiros a consideram como tal, segundo pesquisa do Datafolha. |  | O futebolista Ronaldo autodeclara-se branco, mas 64% dos brasileiros o consideram preto ou pardo, segundo pesquisa do Datafolha. |

O antropólogo Darcy Ribeiro considerava o contingente negro e mulato "o mais brasileiro dos componentes do nosso povo" uma vez que, desafricanizado pela escravidão e não sendo indígena nem branco reinol, só restava a ele assumir uma identidade plenamente brasileira. No entanto, a integração dos negros e mulatos à sociedade brasileira não foi sem serem estigmatizados. Muitos brasileiros desenvolveram vergonha das suas origens negras, seja pelo fato de que descender de escravos remete a um passado de humilhações e sofrimentos que deveria ser esquecido ou pelos estereótipos negativos que foram construídos em torno da negritude, associando-a a mazelas sociais como a pobreza e a criminalidade. Portanto, assumir-se negro no Brasil sempre foi muito difícil, por todo o conteúdo ideológico anti-negro que historicamente se desenvolveu no país, onde ainda hoje impera a ideologia do branqueamento e um padrão branco-europeu estético e cultural. Portanto, no Brasil, apenas as pessoas de pele preta retinta são consideradas negras, sendo que o mulato já é pardo e portanto meio-branco e, se tiver a pele um pouco mais clara, passa a ser visto como branco. No passado, era raro o mulato saltar para o lado negro de sua dupla natureza uma vez que, diante da massa de negros afundados na miséria, com eles não queria se confundir. Nos últimos anos, contudo, cada vez mais brasileiros se assumem como negros. Isso é consequência do sucesso dos negros americanos, vistos pelos brasileiros como uma "vitória da raça" e, principalmente, devido à ascensão social de parcela da população afrodescendente que, tendo acesso à educação e a melhores oportunidades de emprego, deixa de ter vergonha de assumir a sua cor.
Raça é um conceito social, político e ideológico, não tendo uma sustentação biológica, uma vez que não é possível separar biologicamente seres humanos em raças distintas. Em um país profundamente miscigenado como o Brasil, não é fácil definir quem é negro, uma vez que muitos brasileiros, aparentemente brancos, são parcialmente descendentes de africanos, assim como muitos negros são parcialmente descendentes de europeus. Acrescenta-se a isso o grande número de pardos, cuja classificação racial pode ser bastante ambígua. A atriz Camila Pitanga autodeclara-se negra mas, em uma pesquisa do Datafolha, apenas 27% dos entrevistados classificaram a atriz como de cor preta (36% disseram que ela é parda). O jogador Ronaldo Fenômeno, por sua vez, disse em uma entrevista que se considera branco, mas, segundo a mesma pesquisa, 64% dos brasileiros o consideram preto ou pardo, e somente 23% como branco. O ex-presidente Luiz Inácio Lula da Silva foi classificado como pardo por 42% dos entrevistados, ao passo que o ex-presidente Fernando Henrique Cardoso, que já disse ser "mulatinho", foi classificado como branco por 70%, como pardo por 17% e como preto por 1%. A atriz Taís Araújo, autodeclarada negra, é vista como tal por apenas 54%.
Para o Movimento Negro, são consideradas negras todas as pessoas que têm essa "aparência". Para o antropólogo Kabegele Munanga, da USP, a questão é problemática e, segundo ele, deve prevalecer a autoclassificação. Portanto, se uma pessoa, aparentemente branca, se declara negra e se candidata a uma vaga com base em cotas raciais, a sua decisão deve ser respeitada. Em 2007, um caso polêmico chamou a atenção da mídia brasileira: dois irmãos, gêmeos idênticos, concorreram no vestibular da Universidade de Brasília sob o sistema de cotas. Na universidade havia uma banca que, após analisar as fotos dos candidatos, definia quem era negro e quem não era. Após terem suas fotos analisadas pela banca, um dos gêmeos foi considerado negro, e o outro não. O sociólogo Demétrio Magnoli considera perigoso a instauração de "tribunais raciais" no Brasil, o que aproximaria o país das nações racialistas e paranoicas do século passado.
|                                                                                      |  |                                                          |
| Josué de Castro, um dos grandes cientistas sociais brasileiros, era afrodescendente. |  | Nilo Peçanha, o sétimo Presidente do Brasil, era mulato. |

O Estado brasileiro, que historicamente assumiu diversas atitudes claramente racistas, como no final do século XIX, quando proibiu a entrada de imigrantes africanos e asiáticos no país, ao mesmo tempo em que promovia a entrada de imigrantes europeus,
recentemente tem se redimido e tomado atitudes políticas que visam a melhora das condições de vida da população negra, tanto do ponto de vista sócio-econômico como ideológico. Dentre as quais, a Lei n.º 10.639 de 2003, que tornou obrigatório o ensino da História da África e da cultura afro-brasileira nas escolas, a Lei n.º 12.288 de 2010, que instituiu o Estatuto da Igualdade Racial, a Lei n.º 12.519 de 2011, que instituiu o Dia Nacional de Zumbi e da Consciência Negra, a Lei n.º 12.711 de 2012, que tornou obrigatória a reserva de cotas raciais no Ensino Superior e a Lei n.º 12.990 de 2014, que também tornou obrigatória a reserva de cotas para negros nos concursos públicos.

## História

### A escravidão no mundo

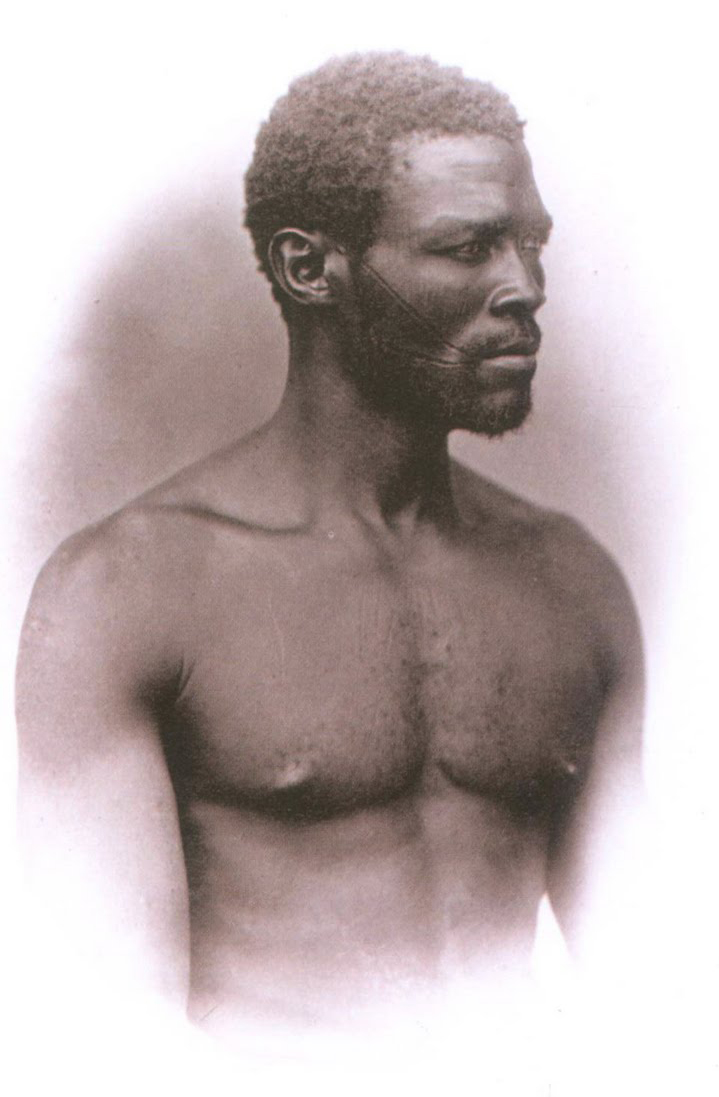
Escravo do Brasil fotografado por Augusto Stahl (c.1865)

Segundo o historiador Orlando Patterson, praticamente não existe ser humano que não seja descendente de escravos ou de senhores de escravos. A escravidão foi adotada em diversas sociedades humanas, em diferentes regiões do mundo, vigorando nas populações mais primitivas até as civilizações mais sofisticadas.
No que viria a ser o Brasil, a escravidão já era praticada pelos índios, na sua forma mais primitiva, bem antes da chegada dos europeus. Entre os tupinambás, a escravidão não tinha um valor econômico, vez que os cativos serviam para serem exibidos como troféus de valor militar e honra ou como carne a ser devorada em rituais canibalescos que poderiam acontecer até quinze anos após a captura.
Pesquisas arqueológicas mostram que a escravidão foi praticada na Europa pelo menos desde o Neolítico. Com a revolução urbana, iniciada a partir do V milênio a. C., os prisioneiros de guerra, no lugar de serem sacrificados em cerimônias antropofágicas, passaram a ser usados como trabalhadores cativos. O sistema escravista alcançou seu auge entre os europeus nas civilizações grega e romana, época em que milhares de pessoas foram traficadas como escravas no Mar Negro e no Mediterrâneo. A maioria desses escravos eram europeus, embora também viessem das colônias na África e na Ásia. A escravidão declinou no norte da Europa no fim da Idade Média, porém persistiu no sul até a Idade Moderna.
Entre os povos mais primitivos da África subsariana, assim como entre os índigenas do Brasil, os escravos raramente tinham um valor econômico, sendo símbolo de prestígio. Porém, a medida que os povos subsaarianos mais simples passaram a ter contato com povos mais avançados, os escravos geralmente constituíam a única mercadoria que eles poderiam oferecer em troca de bens de luxo. Em 1580 a.C, navios já partiam do Egito para a Somalilândia com o único objetivo de capturar escravos. Com o avanço do islamismo na Península Arábica e no Norte da África, o tráfico de escravos negros se intensificou, com a formação de postos comerciais na África oriental por comerciantes árabes. No início da Idade Média, traficantes árabes penetraram a África ocidental e iniciaram o tráfico transaariano de escravos, que culminou na escravização de milhões de africanos negros que foram mandados para as regiões islamizadas do norte da África e para os países árabes.

### O tráfico transatlântico de escravos
Nenhum continente foi tão afetado pela escravidão como a África. O último e o maior sistema escravista da história da humanidade foi o tráfico de africanos para as Américas. Praticamente todos os povos da Europa ocidental estiveram envolvidos nesse altamente lucrativo tráfico, embora Portugal, Holanda, Inglaterra e França se tenham destacado. Com a chegada dos europeus ao continente africano no século XVI, o tráfico de escravos, intenso há vários séculos, cresceu ainda mais. Em troca de mercadoria e dinheiro oferecidos pelos comerciantes europeus, vários povos africanos venderam pessoas de tribos vizinhas para os traficantes de pessoas.
Como resultado do estímulo econômico advindo do comércio de escravos, surgiram na África Estados centralizados cuja economia estava fortemente dependente da venda de escravos, como Daomé e o Império Axante. Neste processo, os comerciantes europeus e a elite africana lucravam por meio da escravização de milhões de africanos. De maneira geral, havia oito meios pelos quais as pessoas poderiam ser escravizadas:
- Captura em guerras;
- Rapto;
- Pagamento de tributos e impostos;
- Dívida;
- Punição por crimes;
- Abandono e venda de crianças;
- Auto-escravização;
- Nascimento

A maioria dos africanos chegou às Américas por meio de rapto, ou seja, foram vítimas de ataques e incursões feitas com o único propósito de se adquirir escravos. A maioria dos raptos eram feitos por intermediários africanos, que penetravam tribos vizinhas e vendiam os seus membros aos europeus embora, em muitos casos, os raptos fossem feitos pessoalmente pelos portugueses. A segunda forma mais comum da escravização foi por meio de capturas em guerras. Prisioneiros de guerra eram reduzidos à escravidão pela tribo vencedora e destinados à escravidão nas Américas. Rapto e captura em guerras não devem ser confundidos pois, no primeiro caso, a tribo é atacada com o único objetivo de se obter escravos e, no segundo, a tribo é escravizada como consequência de ter sucumbido na guerra. Patterson estima que, dos 1,6 milhão de africanos entrados no Novo Mundo antes do final do século XVII, 60% podem ter sido prisioneiros de guerra, enquanto menos de um terço foi raptado. Porém, dos 7,4 milhões entrados entre 1701 e 1810, 70% foram raptados e 20% foram vítimas de guerra.
| Destino                                      | Porcentagem |
| -------------------------------------------- | ----------- |
| América Portuguesa                           | 38,5%       |
| América Britânica (menos a América do Norte) | 18,4%       |
| América Espanhola                            | 17,5%       |
| América Francesa                             | 13,6%       |
| América do Norte Inglesa                     | 6,45%       |
| América Inglesa                              | 3,25%       |
| Antilhas Holandesas                          | 2,0%        |
| Antilhas Dinamarquesas                       | 0,3%        |

### Por que os africanos?
Teria sido muito mais barato aos europeus obter escravos na própria Europa do que enviar navios para a costa africana, com o objetivo de capturar mão de obra. Para os europeus, o grupo de indivíduos elegíveis para a escravidão era muito mais restrito do que para os africanos. A expansão ultramarina colocou os europeus em contato com povos "que diferiam mais deles, cultural e fisicamente, do que qualquer outro povo com o qual eles tinham interagido no milênio anterior". Na Europa, a hipótese de escravizar outros europeus nunca foi levantada, ao passo que, na África, havia grupos africanos dispostos a vender outros africanos para serem escravizados. Assim, a principal causa para a escravização em massa de africanos foi "um descompasso entre as concepções africana e europeia a respeito da elegibilidade para a escravização, em cujas raízes encontram-se a cultura, as normas sociais, que não estão claramente ligadas à economia". Segundo o historiador David Eltis, "A África era uma massa continental muito maior, que abrigava mais diversidade de populações humanas do que se poderia encontrar em qualquer outra área de tamanho comparável no mundo. Não é de estranhar que os africanos não tivessem uma concepção continental de pertencimento — isto é, de povos que não se podia escravizar". Concomitantemente, no continente americano, os povos ameríndios estavam morrendo aos milhares e o número de colonos europeus dispostos a cruzar o Atlântico era muito pequeno. Assim, os colonizadores buscaram na África a mão de obra necessária para desenvolver as colônias.

### A escravidão no Brasil

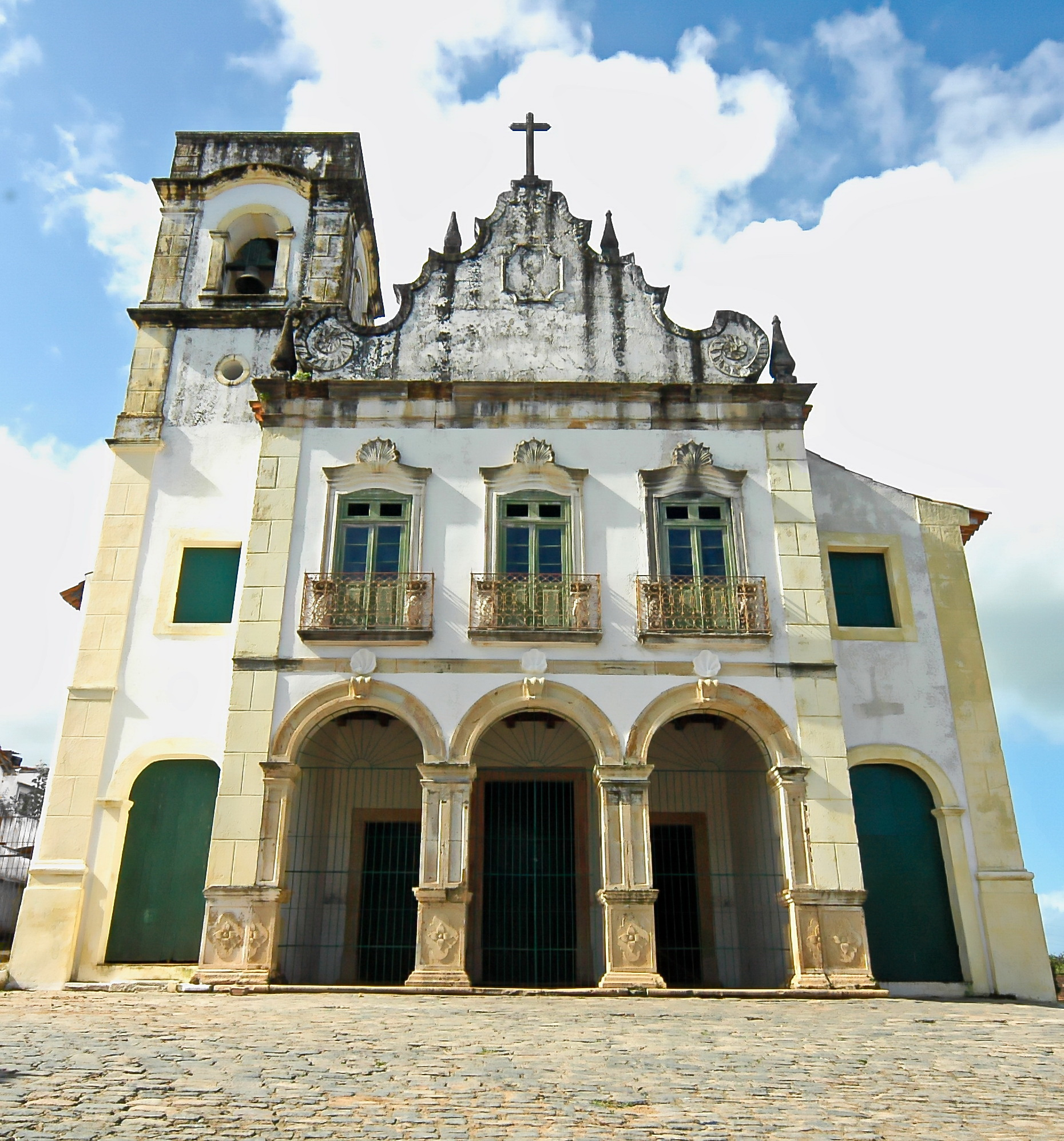
A Igreja de Nossa Senhora do Rosário dos Pretos de Olinda é a mais antiga igreja do Brasil pertencente a uma irmandade de negros.

O Brasil recebeu cerca de 38% de todos os escravos africanos que foram trazidos para a América. A quantidade total de africanos subsaarianos que chegaram ao Brasil tem estimativas muito variadas: alguns citam mais de três milhões de pessoas, outros quatro milhões. Segundo uma estimativa, de 1501 a 1866, foram embarcados na África com destino ao Brasil 5.532.118 africanos, dos quais 4.864.374 chegaram vivos (667.696 pessoas morreram nos navios negreiros durante o trajeto África-Brasil). O Brasil foi, de longe, o país que mais recebeu escravos no mundo. Em comparação, no mesmo período, com destino à América do Norte foram embarcados 472.381 africanos, dos quais 388.747 chegaram vivos (83.634 não sobreviveram). De acordo com a estimativa do IBGE, o número total de africanos que chegou ao Brasil foi de 4.009.400.

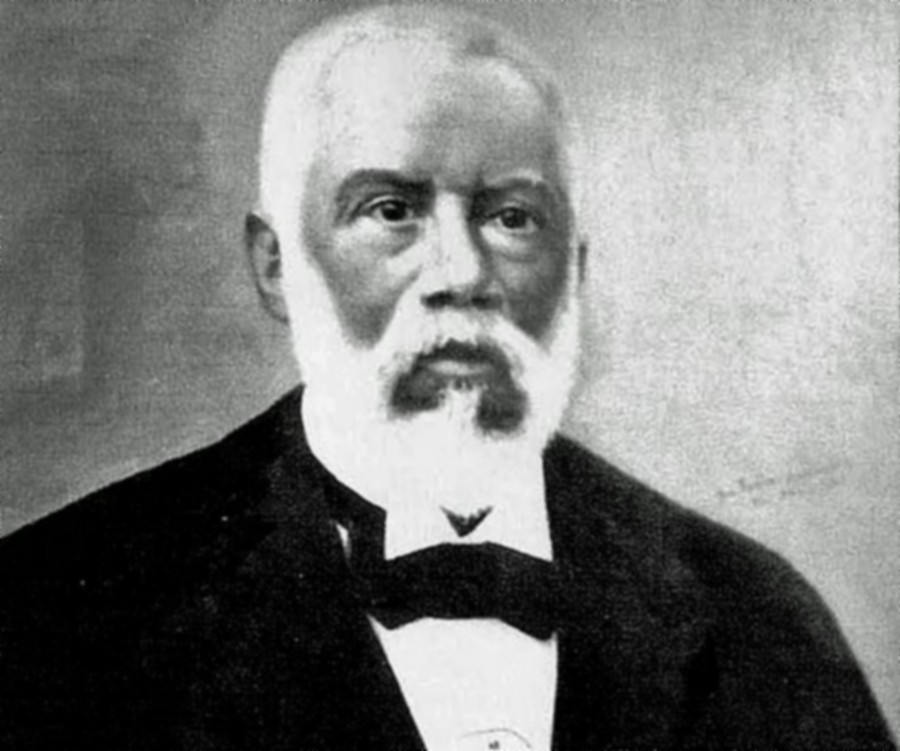
Francisco Paulo de Almeida (1826-1901), primeiro e único Barão de Guaraciaba, título concedido pela Princesa Isabel. Negro, possuiu uma das maiores fortunas do período imperial, chegando a ser dono de aproximadamente mil escravos.

Os portugueses lideraram o tráfico de escravos por séculos. Herdaram da tradição islâmica sua cultura técnica, fundamentalmente para a navegação, produção de açúcar e incorporação de negros escravos para a força de trabalho. A mão de obra escrava de africanos na produção de açúcar já estava sendo utilizada nas ilhas atlânticas da Madeira e dos Açores à época do descobrimento do Brasil, seguindo uma nova forma de organização de produção: a fazenda. No início do século XVI, cerca de 10% da população de Lisboa era composta por escravos africanos, número surpreendentemente alto para um contexto europeu. Os portugueses, mais do que qualquer outro povo europeu, estavam culturalmente condicionados a lidar com povos de pele mais escura e preparados para contingenciar indígenas ao trabalho forçado e a aliciar multidões de africanos com o intuito de viabilizar seus interesses econômicos. O Brasil se configurou como uma formação colonial-escravista de caráter agromercantil. Primeiramente, o português usou do trabalho forçado do indígena. Porém, com a deterioração dessa população aborígene, o tráfico de pessoas oriundas da África se intensificou gradativamente, passando a compor a massa de trabalhadores no Brasil.
A escravidão fincou raízes profundas na sociedade brasileira. Os africanos e seus descendentes resistiram durante todos os séculos contra a escravatura, por meio de rebeliões ou fugas, formando quilombos. Porém, possuir escravos era uma prática tão disseminada e aceita pela sociedade que muitos ex-escravos, após conseguirem a liberdade, também tratavam de adquirir um cativo para si. Ter escravos significava status e afastava as pessoas do mundo do trabalho pesado, que na mentalidade brasileira apenas os escravos podiam exercer. Portanto, no Brasil escravagista, ninguém se espantava ao ver um negro ou um mulato comprando um escravo, mas essa cena seria chocante nos Estados Unidos à época e difícil de ser imaginada pelos brasileiros atualmente. Toda a vida econômica do império ultramarino português na África e na América se organizava com base no trabalho escravo, e o sentimento abolicionista sempre foi muito débil no mundo luso-brasileiro. Em decorrência, o Brasil só extinguiu o tráfico de escravos em 1850, sob pressão da Inglaterra e após desrespeitar acordos nos quais se comprometia a abolir o tráfico. A escravatura só foi abolida em território brasileiro em 1888, sendo o Brasil o último país das Américas a abolir a escravidão. A escravatura era um dos pilares do Império do Brasil e, com a abolição, o imperador Pedro II perdeu o apoio dos fazendeiros escravistas insatisfeitos por não terem recebido indenização, sendo uma das causas da queda da Monarquia no Brasil.

### História moderna
As elites políticas do Brasil promoveram ativamente a imigração europeia para "branquear" a população, proibindo a imigração africana e asiática em 1891. Para incentivar a imigração europeia, o governo federal subsidiou viagens ao Brasil até 1927. Trabalhadores europeus e brasileiros brancos eram privilegiados em empregos industriais, enquanto brasileiros de ascendência africana frequentemente eram relegados ao trabalho doméstico e nas plantation. Afro-brasileiros criaram suas próprias instituições sociais e culturais para se apoiarem mutuamente. Em Salvador, fundaram irmandades religiosas como o Rosário às Portas do Carmo (1888–1938). A Sociedade Protetora dos Desvalidos, criada em 1832, foi uma das primeiras associações de ajuda mútua para afro-brasileiros. Também existiam grupos ligados à religião liderados por mulheres afro-brasileiras, como a Irmandade da Boa Morte, na Bahia. Excluídos dos clubes sociais brancos, os afro-brasileiros formaram suas próprias organizações, incluindo o Luvas Pretas (1904) e o Centro Cívico Palmares (1927), que servia como biblioteca e espaço de encontro.
Os afro-brasileiros contestaram a exclusão racial por meio de movimentos culturais e políticos. Em 1928, protestaram contra um decreto que os impedia de se alistar na Guarda Civil de São Paulo. A Frente Negra Brasileira, primeiro partido político negro do Brasil, foi fundada em 1931 para combater o racismo, mas foi dissolvida seis anos depois durante o Estado Novo de Getúlio Vargas (1937–1945), que restringiu atividades políticas. Apesar da repressão, a Lei de Nacionalização do Trabalho (1931), que favorecia trabalhadores brasileiros em detrimento de imigrantes europeus, conquistou algum apoio dos negros a Vargas. Antes da década de 1940, os afro-brasileiros também criaram seus próprios jornais e grupos de dança, com uma pequena elite negra liderando o pensamento intelectual na Imprensa Negra de São Paulo.

## Fluxos imigratórios

### Grupos étnicos

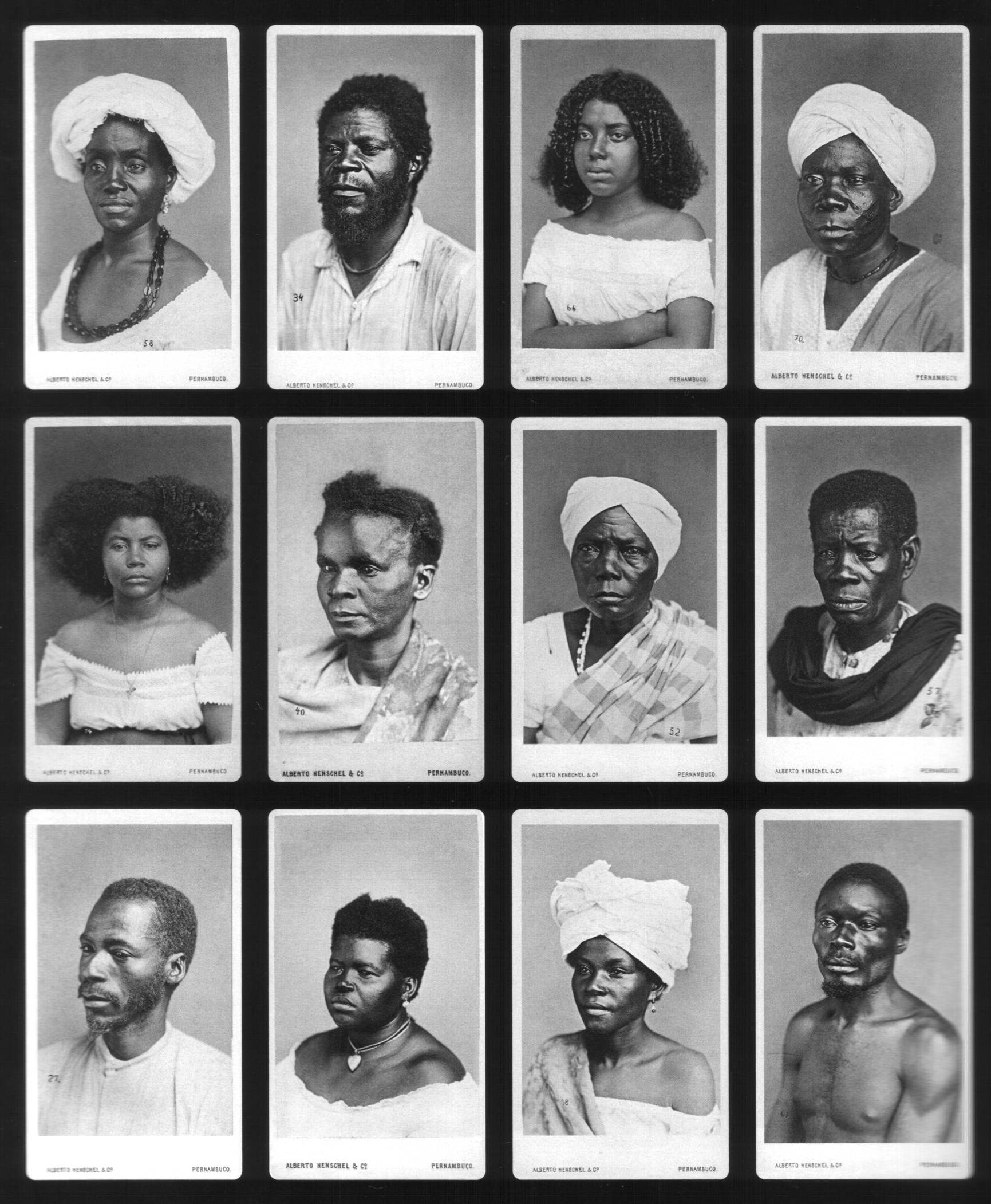
Retratos de negras e negros de Pernambuco, por Alberto Henschel (c. 1870)

Os portugueses classificavam diversas etnias africanas de forma genérica, sem levar em conta as peculiaridades existentes entre esses diferentes grupos. De maneira geral, os escravos eram identificados de acordo com a região do porto onde embarcaram. Em consequência, um grupo classificado como único pelos portugueses poderia, de fato, abarcar diversas etnias dentro dele.
Em termos gerais, pode-se classificar as culturas africanas vindas ao Brasil em três grandes grupos:
- as culturas "sudanesas": os iorubás ("nagôs") da Nigéria, os jejes de Daomé (Benim), os fantes e axantes da Costa do Ouro (Gana), dentre outros;
- as culturas islamizadas: os fulas, os mandingas e os hauçás, do norte da Nigéria, chamados de negros malês na Bahia e negros alufás no Rio de Janeiro;
- as culturas bantus: do Congo, Angola e Moçambique.

Os oeste-africanos, oriundos da denominada Costa da Mina, sobretudo da atual Nigéria e do Benim, eram genericamente denominados de escravos minas ou sudaneses, embora dentro desse grupo genérico estivessem incluídas etnias diversas, como os nagôs, jejes, fantis e axantes, gás e minas, malês (africanos islamizados), hauçás, canúris, nupés, gurunsis, fulas e mandingas. Muitos dos escravos trazidos da Costa da Mina eram seguidores da religião muçulmana. Alguns deles sabiam ler e escrever em árabe, fato inusitado no Brasil colonial, onde a maioria da população, inclusive a elite, era analfabeta. A influência islâmica desses escravos pode ainda ser vista em Salvador, sobretudo no vestuário das baianas, com seu característico turbante muçulmano, saias largas e compridas, xales e mantras listradas.
O outro grande grupo que veio para o Brasil foi o dos bantos, a maioria oriunda de Angola, mas esse grupo incluía também escravos de lugares longínquos, como Moçambique.

#### Bantus
Os Bantus são descendentes de um grupo etnolinguístico que se espalhou rápida e recentemente desde a atual região de Camarões em direção ao sul, atingindo tanto o litoral oeste quanto o leste da África. Como esta expansão foi recente, as diferentes nações Bantus têm muitos aspectos étnico-culturais, linguísticos e genéticos em comum, apesar da grande área pela qual se espalharam.
Os Bantus trazidos para o Brasil vieram das regiões que atualmente são os países de Angola, República do Congo, República Democrática do Congo, Moçambique e, em menor escala, Tanzânia. Pertenciam a grupos étnicos que os traficantes dividiam em Cassangas, Benguelas, Cabindas, Dembos, Rebolos, Anjicos, Macuas, Quiloas, etc.
Constituíram a maior parte dos escravos levados para o Rio de Janeiro, Minas Gerais e para a Zona da Mata do Nordeste.

#### Oeste-africanos
Os oeste-africanos provinham de uma vasta região litorânea que ia desde o Senegal até à Nigéria, além do interior adjacente. A faixa de terra fronteiriça ao sul da região do Sahel, que se estende no sentido oeste-leste atravessando toda a África, é denominada Sudão. Frequentemente, os escravos de origem oeste-africana são chamados de sudaneses, o que causa confusão com os habitantes do atual Sudão, que comprovadamente não teve sua população escravizada nas Américas. Além disto, apenas parte dos escravos de origem oeste-africana vieram da vasta região chamada Sudão. Os nativos do oeste-africano foram os primeiros escravos a serem levados para as Américas sendo chamados, nesta época, de negros da Guiné.

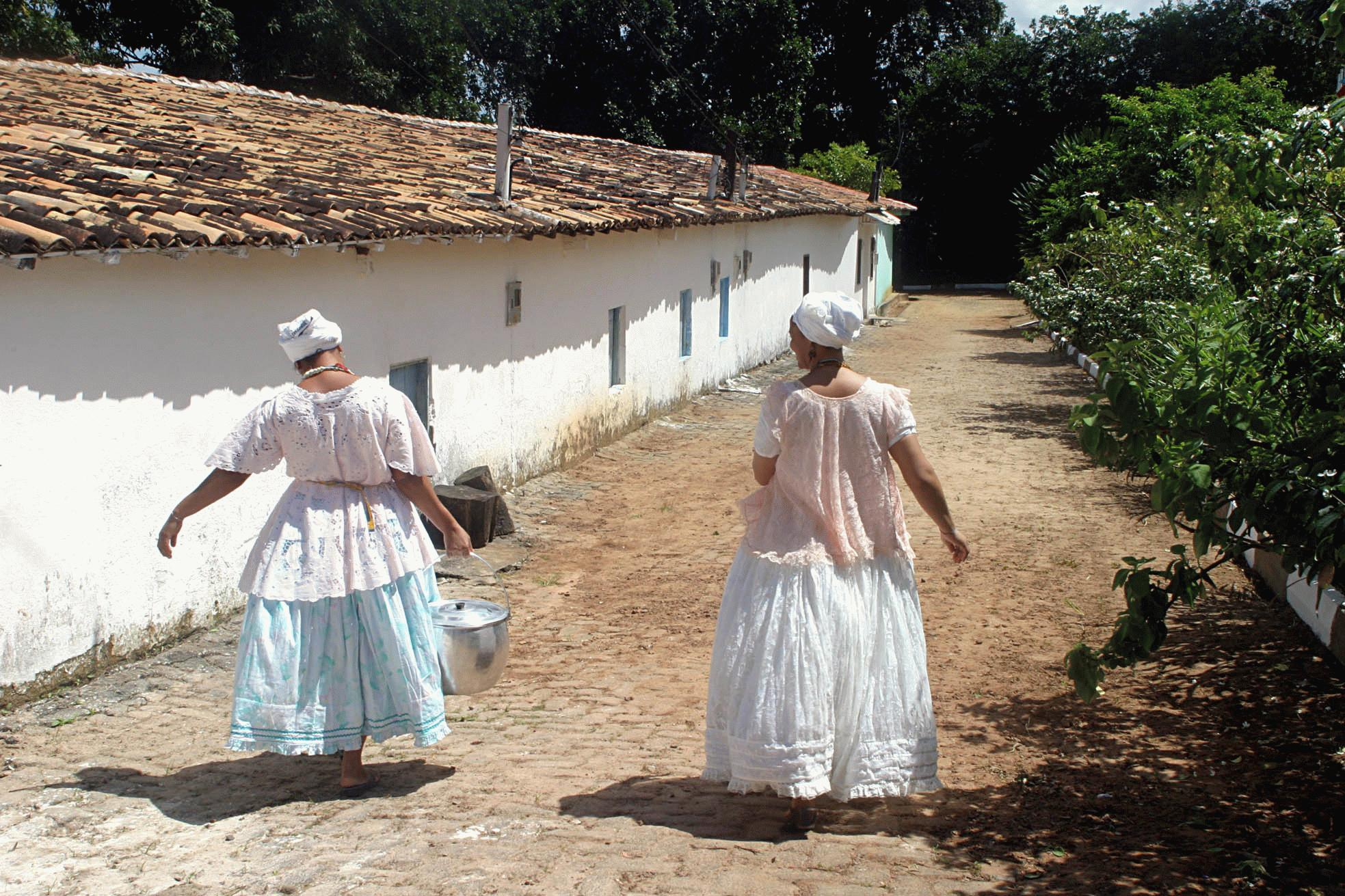
O vestuário da baiana reflete a influência muçulmana dos escravos oeste-africanos.

No livro Diálogos das Grandezas do Brasil, de 1610, Ambrósio Fernandes Brandão fala da abundância de "escravos da Guiné" existente nas capitanias nordestinas.
(...) porquanto neste Brasil se há criado um novo Guiné com a grande multidão d'escravos vindos de lá que nele se acham; em tanto que, em algumas das capitanias, há mais deles que dos [índios] naturais da terra, e lodos os homens que nele vivem tem metida quase toda sua fazenda em semelhante mercadoria.
Os oeste-africanos eram principalmente nativos das regiões que atualmente são os países de Costa do Marfim, Benim, Togo, Gana e Nigéria. A região do golfo de Benim foi um dos principais pontos de embarque de escravos, tanto que era conhecida como Costa dos Escravos. Os oeste-africanos constituíram a maior parte dos escravos levados para a Bahia. Pertenciam a diversos grupos étnicos que o tráfico negreiro dividia, principalmente, em:
- Nagôs  - os que falavam ou entendiam a língua dos Iorubás, o que incluía etnias como os  Queto, ebás, Ebadós, Sabé, etc;
- Jejes - que incluía etnias como Fons, axantes, Eués, fantis, Mina e outros menores como Crus, Agni, Nzema, Timini, etc.

Os Malês eram escravos de origem oeste-africana, na maior parte falantes da língua haúça, que seguiam a religião muçulmana. Muitos deles falavam e escreviam em língua árabe, ou usavam caracteres do árabe para escrever em haúça. Além dos Hauçás, isto é, dos falantes de língua haúça, outras etnias islamizadas trazidas como escravos para o Brasil foram os Mandingas, Fulas, nupés, Bornu, Gurunsi, etc. Havia também oeste-africanos de outras etnias além das acima citadas como os Maís, Savalu e vários outros grupos menores.

### Rotas do tráfico entre Brasil e África

Principais regiões de comércio de escravos na África entre os séculos XV e XIX

O projeto The Trans-Atlantic Slave Trade Database estimou que, durante o tráfico negreiro, desembarcaram no Brasil 5.099.816 africanos. Após minuciosas análises na África e nas Américas, os pesquisadores conseguiram traçar as origens dos africanos trazidos ao Brasil. Cerca de 68% dos escravos desembarcados no Brasil eram provenientes do Centro-Oeste africano. Atualmente, situam-se nessa região os Estados de Angola, República do Congo e República Democrática do Congo.
| Origem dos africanos trazidos ao Brasil | Origem dos africanos trazidos ao Brasil | Origem dos africanos trazidos ao Brasil | Origem dos africanos trazidos ao Brasil                     |
| Região de origem                        | Número de pessoas                       | Porcentagem                             | Países na atual região                                      |
| --------------------------------------- | --------------------------------------- | --------------------------------------- | ----------------------------------------------------------- |
| Centro-Oeste da África                  | 3.507.222                               | 68,7%                                   | Angola, República do Congo e República Democrática do Congo |
| Golfo do Benim                          | 908.044                                 | 17,8%                                   | Parte leste da Nigéria, Camarões, Guiné Equatorial e Gabão  |
| Sudeste da África e ilhas do Índico     | 288.390                                 | 5,6%                                    | Moçambique e Madagascar                                     |
| Senegâmbia                              | 177.625                                 | 3,4%                                    | Senegal e Gâmbia                                            |
| Golfo do Biafra                         | 133.431                                 | 2,5%                                    | Togo, Benim e oeste da Nigéria                              |
| Costa do Ouro                           | 62.170                                  | 1,2%                                    | Gana e oeste da Costa do Marfim                             |
| Serra Leoa                              | 14.960                                  | 0,2%                                    | Serra Leoa                                                  |
| Costa de Barlavento                     | 7.974                                   | 0,15%                                   | Libéria e Costa do Marfim                                   |
| Totais                                  | 5.099.816                               |                                         |                                                             |

Cada época da história do Brasil tem diferentes portos importantes de embarque de escravos, e cada porto recebia escravos provenientes de uma grande região que ia centenas de quilômetros dentro do interior da África. Portanto, a origem étnica dos escravos recebidos no Brasil é muito variada, além de se ter alterado ao longo dos séculos de tráfico negreiro.
Um fator essencial para a compreensão das regiões de origem dos africanos trazidos para o Brasil está nos ventos e correntes marítimas do Atlântico Norte e do Atlântico Sul. Existem dois sistemas de ventos e de correntes marítimas nos Atlânticos (que atuam como "rodas-gigantes"): um ao norte do equador e gira no sentido horário; o outro, ao sul, gira no sentido anti-horário. Esses ventos e correntes foram determinantes para que os escravos levados para a América do Norte e o Caribe fossem originários sobretudo das áreas mais setentrionais da África subsaariana, ao passo que, para o Brasil, foram trazidos principalmente africanos das partes mais ao sul, predominantemente de Angola, enquanto que o sudeste da África e o golfo do Benim desempenharam papéis secundários.
Apesar disto, os grupos étnicos acabaram se dividindo por locais, com preponderância dos Bantos no Rio de Janeiro e dos escravos oeste-africanos na Bahia e norte do Brasil. Uma das razões foi o momento histórico em que ocorreu cada ciclo econômico em uma região diferente do Brasil (açúcar no nordeste, ouro em Minas Gerais e café no Rio de Janeiro) e a oferta maior de escravos em uma região da África.
De modo simplificado, podemos dizer que os escravos africanos trazidos para o Brasil originavam-se nos seguintes locais de embarque:
- Oeste-Africano: portos do Senegal e Gâmbia (em menor escala, a ilha de Gorée),[65][66] Mina (hoje Elmina) em Gana, Uidá em Benim e Calabar na Nigéria;
- Centro-oeste Africano: portos de Cabinda (próximo a foz do rio Congo) e Luanda, ambos na atual Angola;
- Leste Africano: portos de Ibo, Lourenço Marques e Inhambane em Moçambique; portos de Zanzibar e Quiloa na atual Tanzânia.[61]

Quanto às fases de imigração, segundo a periodização de Viana Filho, são definidos:
- o ciclo da Guiné (séculos XVI e XVII): portos do Senegal e Gâmbia (em menor escala, a ilha de Gorée)[65][66] enviando escravos "sudaneses" (ou oeste-africanos, negros da Guiné) principalmente para Recife e Salvador;
- o ciclo de Angola (século XVII): Portos de Mina, Uidá, Calabar; Cabinda  e Luanda; e Zanzibar, enviando escravos bantos que eram desembarcados principalmente em Salvador e Rio de Janeiro, de onde a maior parte ia para Minas Gerais;[62]
- o ciclo da Costa da Mina (século XVIII-1815): Portos de Mina, Uidá e Calabar; Cabinda  e Luanda; Zanzibar e Quiloa; Ibo, Lourenço Marques e Inhambane enviando escravos "sudaneses" e islamizados que eram desembarcados principalmente em Salvador e Rio de Janeiro,[61] de onde a maior parte seguia para as plantações de café no vale do Paraíba do Sul e cana-de-açúcar do norte fluminense;
- a fase da ilegalidade (1815-1831).

Na primeira metade do século XIX, em que ocorreu o apogeu do tráfico de escravos para o Brasil, os escravos do oeste-africano iam principalmente para Salvador, enquanto os centro-oeste e leste-africano iam principalmente para o Rio de Janeiro. A razão é simplesmente a distância menor entre portos de embarque e desembarque, transportando uma carga que literalmente perecia com as más condições da viagem. Deste modo, os grandes grupos étnicos acabaram predominando em alguns locais como os bantos no Rio de Janeiro e os escravos oeste-africanos na Bahia e norte do Brasil. Minas Gerais foi um caso peculiar, pois recebeu grande quantidade de escravos oeste-africanos e bantos, sendo que os primeiros predominaram até meados do século XVIII, e os segundos durante o XIX.
| Região de desembarque dos africanos trazidos ao Brasil | Região de desembarque dos africanos trazidos ao Brasil | Região de desembarque dos africanos trazidos ao Brasil | Região de desembarque dos africanos trazidos ao Brasil |
| Regiões de desembarque                                 | Número de pessoas                                      | Porcentagem                                            |                                                        |
| ------------------------------------------------------ | ------------------------------------------------------ | ------------------------------------------------------ | ------------------------------------------------------ |
| Sudeste do Brasil                                      | 2.259.987                                              | 46,8%                                                  |                                                        |
| Bahia                                                  | 1.545.006                                              | 32%                                                    |                                                        |
| Pernambuco                                             | 824.312                                                | 17%                                                    |                                                        |
| Amazônia                                               | 141.774                                                | 2,9%                                                   |                                                        |
| Não especificada                                       | 50.048                                                 | 1%                                                     |                                                        |
| Totais                                                 | 4.821.127                                              |                                                        |                                                        |

### Retorno à África
Diversas comunidades de escravos libertos no Brasil retornaram à África entre os séculos XVIII e XIX. Entre eles destacam-se os Tabom, retornados ao Gana em 1835-36, e os Agudás ou Amarôs, no Benim (ver: Francisco Félix de Sousa), no Togo e na Nigéria. Numerosos, esses "brasileiros" estabeleceram-se na região da antiga costa dos Escravos - que abrangia todo o golfo de Benim, indo da atual cidade de Lagos, na Nigéria, até Acra, no Gana. Milton Guran em seu livro "Agudás – os "brasileiros" do Benim" resume: "Os "brasileiros" do Benim, Togo e Nigéria, também conhecidos como agudás, nas línguas locais, são descendentes dos antigos escravos do Brasil que retornaram à África durante o século XIX e dos comerciantes baianos lá estabelecidos nos séculos XVIII e XIX. Possuem nomes de família como Souza, Silva, Almeida, entre outros, festejam Nosso Senhor do Bonfim, dançam a burrinha (uma forma arcaica do bumba-meu-boi), fazem desfiles de Carnaval e se reúnem frequentemente em torno de uma feijoada ou de um kousidou. Ainda hoje é comum os agudás mais velhos se cumprimentarem com um sonoro "Bom dia, como passou?" "Bem, 'brigado'" é a resposta."

### Imigração africana recente
Nas décadas recentes, africanos negros têm imigrado ao Brasil, especialmente de países que falam português como Angola, Cabo Verde e São Tomé e Príncipe, em busca de oportunidades de trabalho ou comerciais. Há também um expressivo número de migrantes de países não-lusófonos como Senegal, República Democrática do Congo, Togo e Nigéria, mas a maioria vai para o país latino-americano em condição de refugiados.

## Demografia
| Entrada de escravos africanos no Brasil(IBGE) | Entrada de escravos africanos no Brasil(IBGE) | Entrada de escravos africanos no Brasil(IBGE) | Entrada de escravos africanos no Brasil(IBGE) | Entrada de escravos africanos no Brasil(IBGE) |
| --------------------------------------------- | --------------------------------------------- | --------------------------------------------- | --------------------------------------------- | --------------------------------------------- |
| Período                                       | 1500-1700                                     | 1701-1760                                     | 1761-1829                                     | 1830-1855                                     |
| Quantidade                                    | 510.000                                       | 958.000                                       | 1.720.000                                     | 718.000                                       |

Muitos negros foram trazidos para o Brasil como escravos no período colonial e imperial e eram uma parcela grande da população, mas, o crescimento da população negra foi relativamente pequeno em comparação com a entrada de escravos da África subsaariana. Primeiramente, porque os homens eram a grande maioria dos escravos traficados para o Brasil, atingindo quantidades até oito vezes maiores do que a de mulheres. Segundo, porque a mortalidade era muito maior entre os escravos do que entre o resto da população brasileira. Em certos momentos da história do Brasil, o crescimento da população escrava deveu-se somente ao crescimento do tráfico de escravos. Deve ser registrado que não há certeza quanto ao número que entrou porque no Brasil não foi realizado censo da população brasileira antes de 1872. O que é certo, porém, é que o número de africanos trazidos foi grande, porém, a maior parte deles era do sexo masculino, com expectativa de vida no geral muito baixa. Nas palavras de Auguste de Saint-Hilaire: "Uma infinidade de negros morreu sem deixar descendência".
Tanto é que a população inteira do Brasil, estimada em 4 milhões por volta de 1823, abrangendo todos os segmentos da população (brancos, pardos e mestiços em geral, africanos livres e escravos, e índios), corresponde ao número total de africanos que, de acordo com alguns, teria vindo ao Brasil durante todo o período colonial, não se podendo dizer, então, que o número de africanos trazidos corresponda àquele que contribuiu, efetivamente, para o crescimento demográfico do país.
A população negra cresceu com força com a melhoria de tratamento dos escravos que ocorreu depois do fim do tráfico com a Lei Eusébio de Queirós de 1850.[carece de fontes?] No primeiro levantamento sobre a cor da população feito no Brasil, em 1872, os resultados foram os seguintes: 4.188.737 pardos, 3.787.289 brancos e 1.954.452 pretos, sendo assim, os pretos eram o terceiro maior grupo, como ainda o são. No segundo levantamento feito, em 1890, houve um tímido aumento da população preta, os resultados foram os seguintes: 6.302.198 brancos, 5.934.291 pardos e 2.097.426 pretos, o que mostra que os pretos continuaram sendo o terceiro maior grupo da população brasileira naquela época mas que não tiveram o mesmo rápido crescimento populacional que os brancos e pardos tiveram entre 1872 e 1890.

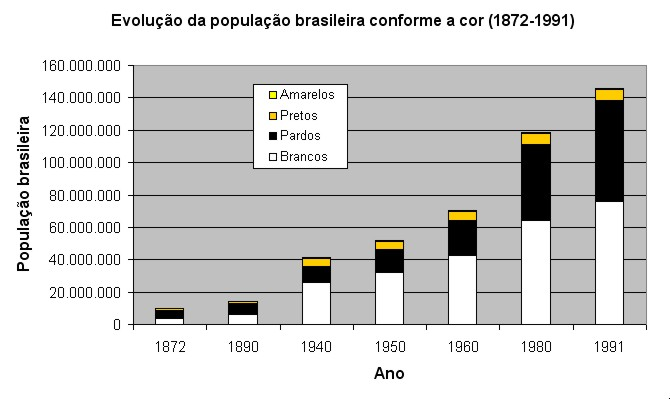
Evolução em valores absolutos da população de cada cor

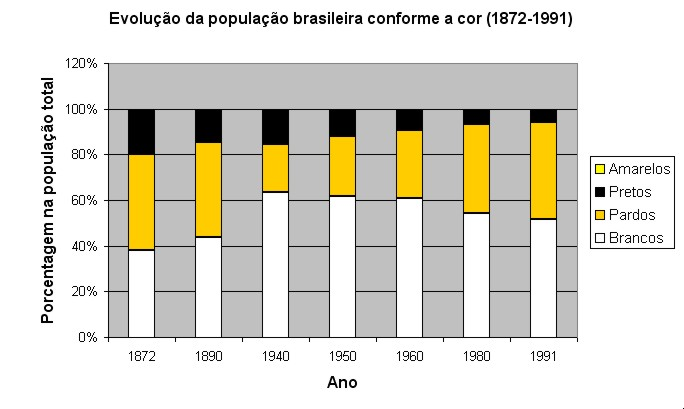
Evolução em porcentagem relativa à população total

Os escravos homens, jovens, mais fortes e saudáveis eram os mais valorizados. Havia um grande desequilíbrio demográfico entre homens e mulheres na população de escravos. No período 1837-1840, os homens constituíam 73,7% e as mulheres apenas 26,3% da população escrava. Os navios negreiros embarcavam mais homens do que mulheres.[carece de fontes?] Além disto, os donos de escravos não se preocupavam com a reprodução natural da escravaria, porque era mais barato comprar escravos recém trazidos pelo tráfico internacional do que gastar com a alimentação de crianças.
A política de imigração brasileira no século XX não era somente um meio do governo de ocupar terras não ocupadas, conseguir mais mão de obra e desenvolver-se, mas também de "civilizar" e "embranquecer" o país com população europeia. O decreto número 528 de 1890, assinado pelo presidente Deodoro da Fonseca e pelo ministro da Agricultura Francisco Glicério determinava que a entrada de imigrantes da África e da Ásia seria permitida apenas com autorização do Congresso Nacional. O mesmo decreto não restringia, até incentivava, a imigração de europeus. Até ser revogado em 1907, este decreto praticamente proibiu a imigração de africanos e asiáticos para o Brasil.
Após a proibição do tráfico de escravizados em 1850 e com a imigração africana praticamente inexistente desde então, a proporção de negros na população brasileira passou a diminuir. O censo de 1872 — o primeiro na história do Brasil e o único censo nacional realizado durante o período da escravidão — registrou uma população de aproximadamente 10 milhões de pessoas no país. Havia um equilíbrio entre pardos (38,3%) e brancos (38,1%), enquanto os pretos correspondiam a cerca da metade de cada um desses grupos, totalizando 19,7% da população. Os dados do censo de 1890, o primeiro realizado após a abolição, já refletem o impacto da imigração europeia em massa com a proporção de brancos aumentando para 40,8%, enquanto os pardos declinam para 34,2% e pretos para 15% — menos da metade do contingente de pardos. Nesses levantamentos, o termo 'pardo' aplicava-se aos mestiços de brancos e negros, enquanto os indígenas e seus descendentes eram contabilizados na categoria 'caboclo'.
Na segunda metade do século XX, o Brasil registrou um aumento significativo no número de pessoas que se autodeclaravam “pardas” nos censos nacionais. Pesquisas mostram que essa mudança não foi impulsionada por fatores demográficos, como diferenças nas taxas de fertilidade, mortalidade ou migração. Em vez disso, ela resultou, em grande parte, da mudança na autodeclaração racial ao longo do tempo — de preta ou branca para parda. Entre 1950 e 1991, a proporção de brasileiros que se identificavam como pardos aumentou de 26% para 43%, enquanto os que se identificavam como pretos caíram de 11% para 5%, e os brancos de 62% para 52%. Uma explicação para “pardização” demográfica da população seria a consolidação da ideologia da democracia racial no Brasil ao longo do século XX. Outra explicação para essa mudança reside no estigma social persistente associado à negritude. Degler (1986) argumenta que indivíduos que ascendem socialmente tendem a reclassificar sua identidade racial de “preta” para “parda” — um processo que ele chamou de “fuga da negritude”. Dado o intenso processo de industrialização e crescimento econômico do Brasil nas décadas de 1960 e 1970, esse fenômeno pode explicar parcialmente por que, em termos relativos, a categoria preta perdeu uma proporção muito maior de indivíduos do que a categoria branca. Entre 1950 e 1980, a categoria branca diminuiu 7%, enquanto a preta caiu 38%.
Contudo, evidências recentes indicam que essa tendência começou a se reverter significativamente a partir da década de 1990. Após o fim da ditadura militar que governou o Brasil entre 1964 e 1985, ativistas negros passaram a desafiar com mais intensidade a narrativa da democracia racial. Com a redemocratização, movimentos sociais conseguiram pressionar o Estado brasileiro a reconhecer a existência da discriminação racial e a adotar legislações para enfrentá-la. Dados dos últimos censos nacionais mostram um aumento na população que se autodeclara preta, refletindo o surgimento de uma nova tendência de reclassificação racial impulsionada pelo crescimento do orgulho em relação à identidade negra. A proporção de brasileiros que se identificam como “pretos” subiu de 5% em 1991 para 6% em 2000 e 8% em 2010. Utilizando o método residual e dados de censos sucessivos, análises indicaram que a categoria preta ganhou pelo menos 2,2 milhões de novos membros reclassificados durante a década de 1990 e 3,1 milhões na década de 2000. Isso representa uma taxa de crescimento superior a 30% por década apenas devido à reclassificação racial. Esse crescimento foi ainda mais expressivo entre jovens e adultos jovens. No Censo Demográfico de 2022, 20.656.458 de brasileiros se identificaram como pretos, o que representou 10,17% da população totalː

### Distribuição geográfica

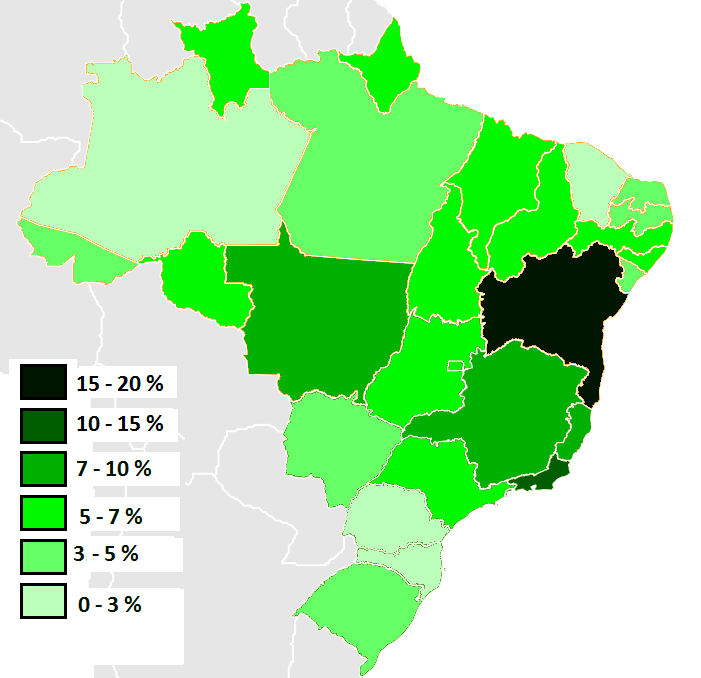
Estados brasileiros de acordo com a porcentagem de pretos em 2009

#### Por região
Segundo o censo do IBGE de 2022, a região Sudeste concentra 43,58% da população preta do Brasil e o Nordeste, 34,5%. Portanto, 78,08% dos pretos brasileiros vivem nessas duas regiõesː
- Região Nordesteː 13,04% (7.127.018)
- Região Sudesteː 10,61% (9.003.372)
- Região Centro-Oesteː 9,15% (1.490.124)
- Região Norteː 8,82% (1.530.418)
- Região Sulː 5,03% (1.505.526)

#### Por estado
Os estados com maior percentual de cidadãos pretos no Censo de 2022 do IBGE são:
| Unidade federativa | População preta |
| ------------------ | --------------- |
| Bahia              | 22,38           |
| Rio de Janeiro     | 16,16           |
| Tocantins          | 13,19           |
| Sergipe            | 12,85           |
| Maranhão           | 12,61           |
| Piauí              | 12,25           |
| Minas Gerais       | 11,84           |
| Amapá              | 11,81           |
| Espírito Santo     | 11,21           |
| Distrito Federal   | 10,71           |

#### Por município
Segundo o censo demográfico de 2022, São Paulo era a cidade brasileira com a maior população autoidentificada como preta, com 1.160.073 indivíduos se identificando como pretos. Ela é seguida pelo Rio de Janeiro com 968.428, Salvador com 825.509, Belo Horizonte com 312.920, Brasília com 301.765, Recife com 182.546, Feira de Santana com 180.190, Fortaleza com 171.018, Porto Alegre com 168.196 e São Luís com 167.885. Em termos proporcionais, dos dez municípios brasileiros com maior população preta, nove estavam Bahia e um no Maranhãoː
1. Serrano do Maranhão (MA)ː 58,48%
2. Antônio Cardoso (BA)ː 55,08%
3. Ouriçangas (BA)ː 52,79%
4. Cachoeira (BA)ː 51,83%
5. Santo Amaro (BA)ː 50,87%
6. Conceição da Feira (BA)ː 50,27%
7. São Francisco do Conde (BA)ː 49,91%
8. Pedrão (BA)ː 49,67%
9. Salinas da Margarida (BA)ː 47,09%
10. São Gonçalo dos Campos (BA)ː 47,02%

#### Comunidades quilombolas
A comunidade remanescente de Quilombo, inicialmente chamado Quilombo, são espaços e comunidades autônomas  criados por populações formadas a partir de situações de resistência social e cultural — pessoas negras escravizadas — no contexto do Brasil Colônia, com funcionamento baseado na cultura e tradição (normalmente em comum) das pessoas que neles habitavam; os escravizados, que fugiam em busca de liberdade, se organizaram em comunidades autônomas (século XVI–XIX), como o mais conhecido deles o Quilombo dos Palmares, assim resgataram a cosmovisão africana e os laços de família. Ocorrendo um aumento com o enfraquecimento do sistema aristocrático no país e, pela crescente do movimento abolicionista na década de 1761.
Com o fim da escravidão no país, o conceito de quilombo foi redefinido ao longo do tempo, pois continuavam a existir fora do contexto histórico no qual surgiram. Modernamente, quilombo é um espaço de resistência com o direito à propriedade de suas terras e manutenção de sua cultura própria. É um tipo de organização de pessoas que faz a ocupação da terra na forma de uso comum, com seu uso obedecendo a sazonalidade ambiental. 
Segundo o censo de 2022, a população quilombola é de 1.327.802 pessoas. A Região Nordeste possui 5.386 localidades quilombolas, 64% do total. A Bahia abriga 29,90% da população quilombola, seguida pelo Maranhão, com 20,26%. Juntas, essas duas unidades da federação concentram 50,16% da população quilombola do país.

### A família escrava
Durante muitos anos, diversos historiadores e antropólogos sustentaram que, no Brasil, os escravos não formavam famílias. Florestan Fernandes afirmava que os escravos eram anômicos, não tinham solidariedade entre si e a família, não apenas a linhagem, como a nuclear, com o pai presente, nunca existiu. Para esses autores, a união entre negros era passageira, gerando filhos ilegítimos, sendo que os laços de parentesco e a vida familiar eram destruídos pela venda, pelos obstáculos impostos pelos senhores quanto à formação de famílias entre os escravos e pelo comércio interno que desmantelava essas uniões. As poucas famílias que existiam eram centradas na mãe e, quase sempre, os filhos eram criados sem a presença do pai.

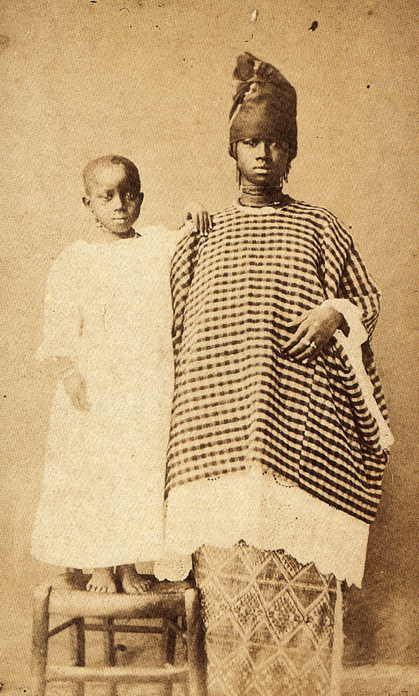
Mãe e filha negras no século XIX. Os laços familiares eram importantes na vida dos escravos

Estudos mais recentes, contudo, refutam essas ideias. Apesar de incipientes, as novas pesquisas mostram que eram altas as taxas de casamentos entre escravos, feitos na igreja, nas regiões de plantation do Sudeste do Brasil. Indicam também uma estabilidade impressionante nessas famílias, havendo convivência próxima entre pais e filhos. Nas propriedades grandes e antigas, em particular, essa estabilidade era evidente nas diversas famílias extensas encontradas, nas quais existiam membros de três gerações convivendo com seus irmãos adultos e respectivos filhos. Este foi, pelo menos, o quadro encontrado no Oeste Paulista e no Vale do Paraíba oitocentista.
Havia, contudo, diferenças regionais. Na Bahia tanto para o século XVIII quanto para o XIX, as taxas de ilegitimidade eram altíssimas, denotando a falta de casamentos formais entre escravos, sendo que algumas paróquias sequer registraram um único filho legítimo. Em contrapartida, na freguesia de Campos dos Goitacases, no Rio de Janeiro setecentista, a taxa de legitimidade entre as crianças nascidas de escravos era elevadíssima, sendo metade do total, chegando a 86% em algumas freguesias. Ainda não se sabe explicar a razão dessas diferenças regionais, embora possam denotar que os níveis de assimilação cultural variavam entre as etnias africanas. Enquanto no Sudeste do Brasil a maioria dos escravos era banto, considerado mais facilmente assimilável na tradição católica (embora isso possa ser questionado), no Nordeste e, em particular, na Bahia, a maioria dos escravos era nagô, sendo que Salvador foi palco de diversas revoltas escravas que não foram observadas no resto do Brasil. Isso indicaria que o nagô estava menos disposto a aceitar as regras familiares impostas pelo catolicismo.
De qualquer maneira, não se pode dizer que os escravos eram anômicos. Mesmo nas regiões onde não imperava a formação de famílias segundo as normas católicas, havia outras maneiras pelas quais os escravos podiam criar seus laços familiares, como na substituição dos pais biológicos por outros parentes e também na inclusão de não parentes para preencher os vazios na família extensa. De maneira geral, os casamentos formais eram pouco frequentes no Brasil colonial, mesmo entre os livres, quer brancos, quer de ascendência africana. Em 1805, na comarca de Sabará, em Minas Gerais, apenas 29,7% dos brancos, 24,5% dos mulatos e 21,4% dos negros haviam se casado na igreja.
Para Florestan Fernandes, os senhores destruíam as famílias escravas para viabilizar a manutenção do escravismo, vez que criariam escravos anômicos, sem união e sem poder de organização. Florentino e Góes têm uma visão oposta, sustentando que os senhores incentivavam a formação de famílias entre os escravos pois a criação desses laços afetivos coibiam as revoltas internas, garantindo a paz nas senzalas.
Hebe Maria Mattos sustenta que, no Brasil, a formação dessas famílias não construiu uma identidade negra e escrava, em oposição a uma identidade branca e livre, como ocorreu nos Estados Unidos. A família, embora núcleo fundamental na vida dos cativos, não criou uma identidade racial, mas uma que aproximava os escravos dos homens livres pobres.

## Miscigenação
O processo de miscigenação entre africanos, europeus e indígenas foi fundamental na constituição da população brasileira. O fenômeno, contudo, não levou a uma democracia racial, como quiserem alguns autores, vez que raça, cor da pele, origem e classe social sempre exerceram influência direta nas oportunidades de mobilidade social dos habitantes do Brasil. Alguns autores, como Gilberto Freyre e Sérgio Buarque de Holanda defendiam a tese de que, entre os portugueses, havia ausência ou pouquíssimo preconceito de raça, fato que explicaria a sua propensão à miscigenação racial. Estudiosos posteriores, como C. R. Boxer, discordavam dessa teoria pois, segundo ele, os portugueses eram um dos povos mais racistas de sua época, sendo que desenvolveram, entre os séculos XVI e XVIII, um complexo mecanismo de "limpeza de sangue" que produzia inabilitações e criava estigmas de toda a sorte contra descendentes de judeus, mouros, índios, negros e outros.
Se os portugueses eram nada, pouco ou muito racistas, esse juízo dependerá das diferentes interpretações históricas, contudo a teoria de que eles estavam mais propensos a se miscigenar com outras raças é derrubada a medida que se analisa a situação nas outras colônias portuguesas. Ao contrário do Brasil, na África e na Índia nenhuma miscigenação expressiva ocorreu entre os portugueses e os nativos. Em consequência, o que se extrai dessas análises é que o processo de miscigenação no Brasil foi oriundo de um projeto português de ocupação e exploração do território brasileiro, que já estava definido até certo ponto. Portugal tinha uma população muito pequena, portanto não conseguiria apenas com colonos portugueses firmar a exploração agrária no território colonial brasileiro. A Coroa portuguesa precisava de uma camada intermediária de mestiços e de ex-escravos negros e mulatos para viabilizar seus projetos econômicos. Em consequência, apesar das exigências de "limpeza de sangue" terem se tornado uma obsessão em Portugal, na colônia, haja vista a falta crônica de pessoas brancas, sobretudo de mulheres, a Coroa frequentemente tinha que fazer "vista grossa" quanto à origem mestiça, sobretudo dos indivíduos que galgavam poder na sociedade colonial. Isso, contudo, não eliminava a inferiorização e as maiores dificuldades de ascensão social que enfrentavam essas pessoas.

### Miscigenação entre negros e brancos

#### Exploração sexual

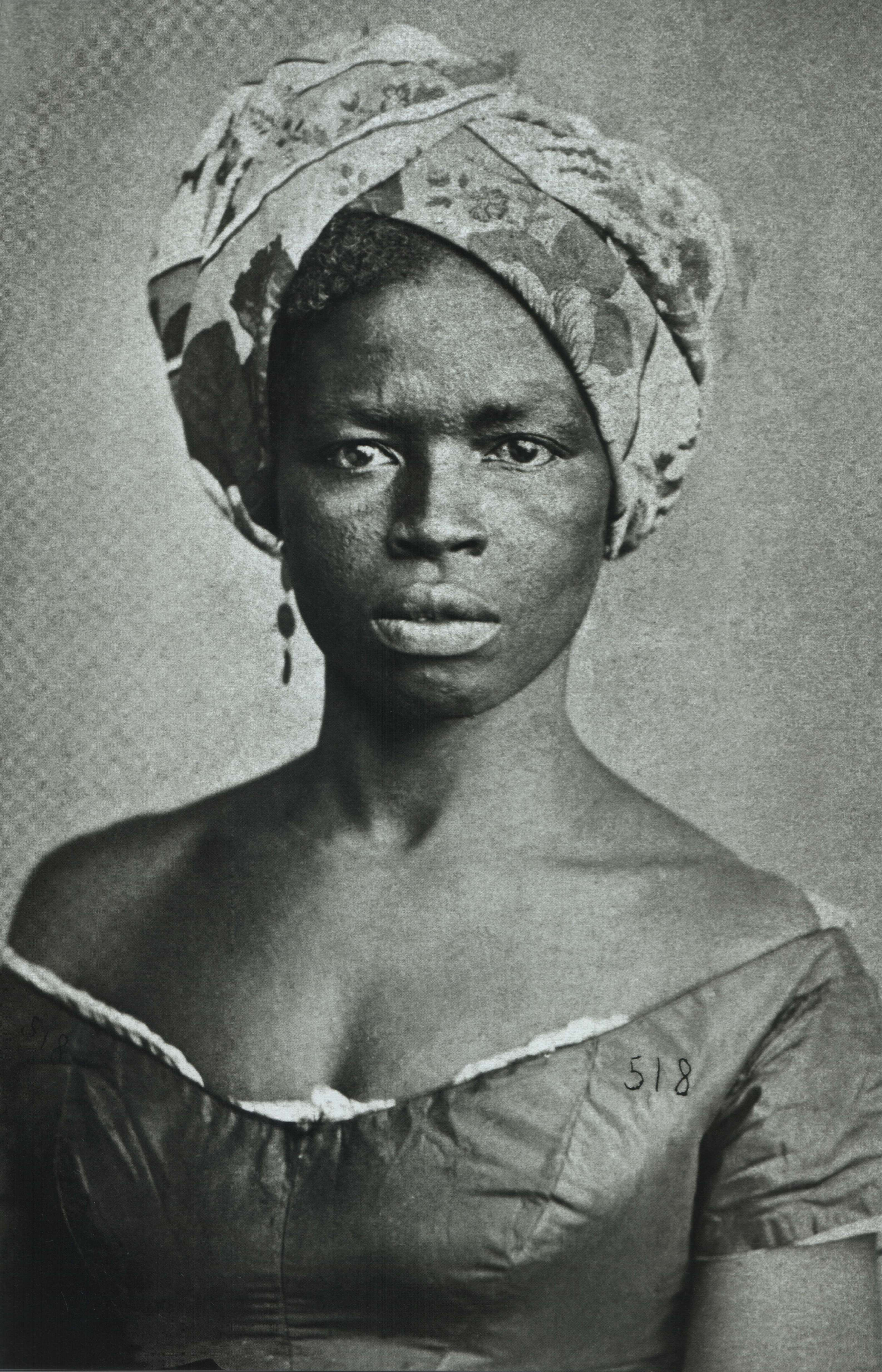
Negra com turbante fotografada por Albert Henschel (c.1870)

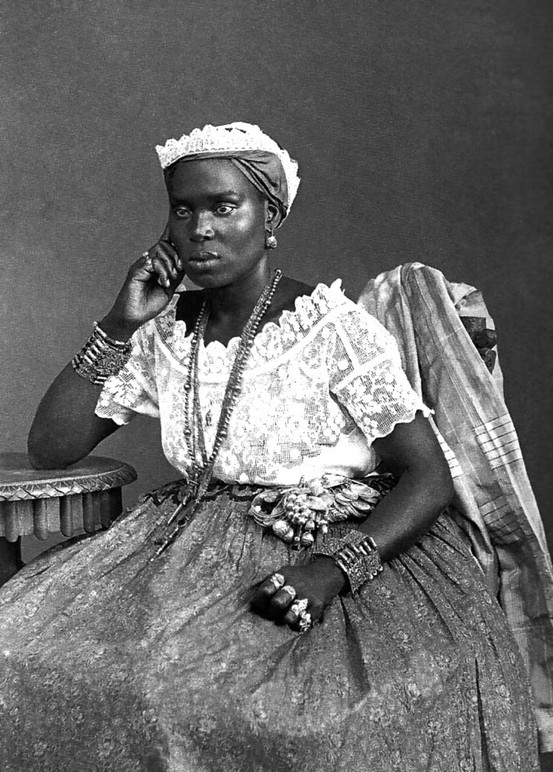
Mulher negra da Bahia fotografado por Marc Ferrez (c.1885)

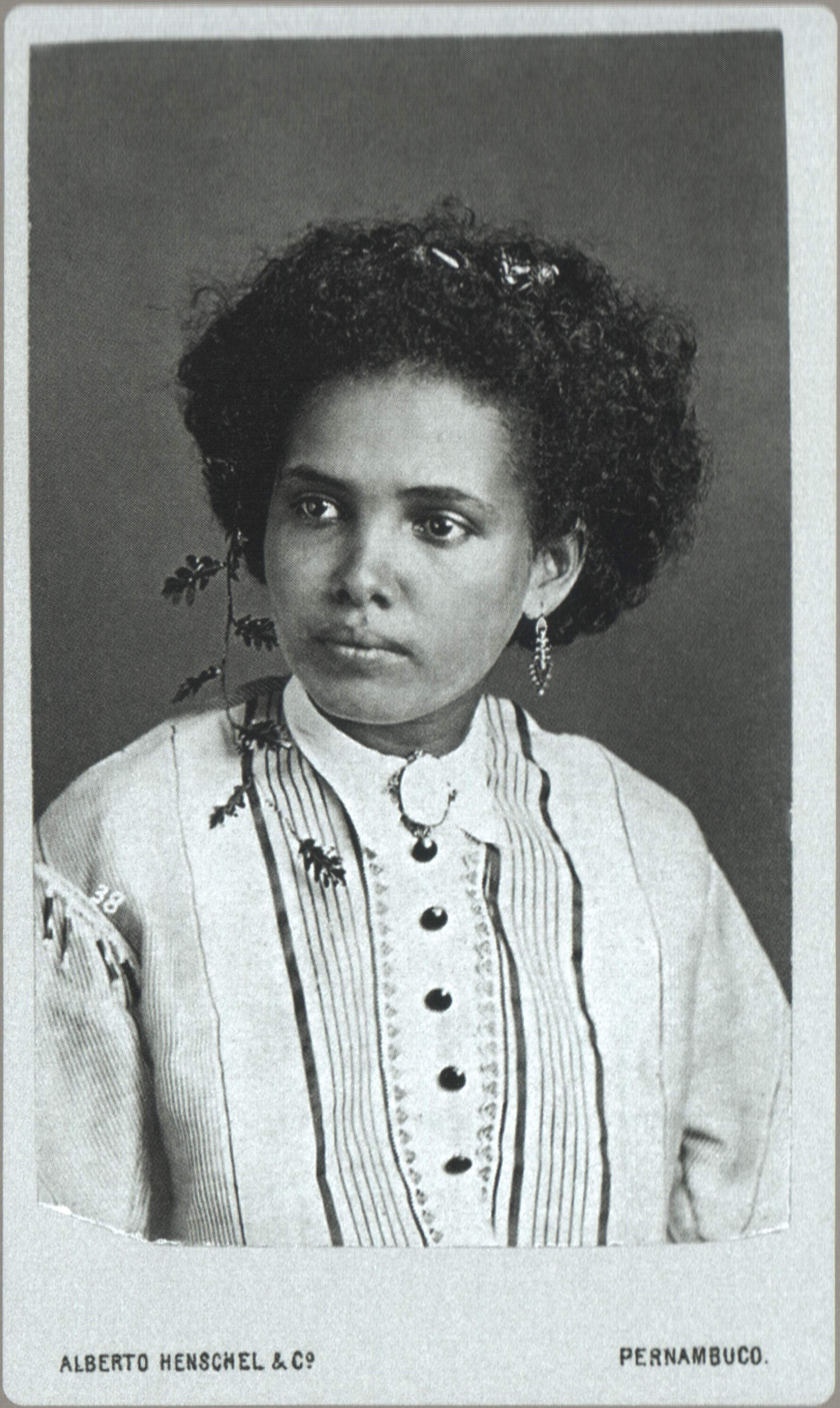
Moça mulata fotografada por Albert Henschel (c.1869)

"Doze anos é a idade flor das africanas. Nelas há de quando em quando um encanto tão grande, que a gente esquece a cor...As negrinhas são geralmente fornidas e sólidas, com feições denotando agradável amabilidade e todos os movimentos cheios de uma graça natural, pés e mãos plasticamente belos. Dos olhos irradia um fogo tão peculiar e o seio arfa em tão ansioso desejo, que é difícil resistir a tais seduções".
Durante vários séculos, no mundo ocidental, as mulheres, independentemente da raça ou origem, viveram subordinadas aos homens e foram frequentemente vítimas de violência física e sexual. Nas sociedades escravocratas, a situação era particularmente pior vez que, em qualquer lugar onde há escravidão, os escravos são frequentemente vítimas de exploração sexual por parte dos seus senhores, seja em relações heterossexuais ou homossexuais. Para as mulheres, o cenário era ainda mais degradante e, no caso do Brasil, além da exploração sexual típica da hierarquização senhor-escrava, somava-se a misoginia racista que se formou na sociedade colonial. Os homens dirigiam palavras chulas e investidas sexuais sobre as negras escravas ou forras e mulatas, enquanto para as brancas eram destinados os galanteios e palavras amorosas. A mulher de origem africana, assim como a indígena no primeiro século de colonização, foi frequentemente degradada à situação de objeto sexual dos homens brancos.
A beleza das mulheres africanas era frequentemente elogiada pelos viajantes europeus que chegavam ao Brasil, particularmente das escravas oriundas da Costa da Mina, que tinham a pele mais clara e, embora continuassem exóticas, aproximavam-se do padrão de beleza apreciado na Europa. Contudo, o fato de os colonizadores portugueses terem se sentido sexualmente atraídos pelas mulheres indígenas, negras e mulatas não pode ser equivocadamente interpretado como ausência do preconceito racial, vez que muitas dessas relações eram desiguais e hierarquizadas e feitas à base de violência e sadismo.
A mulher de origem africana, particularmente a mulata, assim como todas as pobres de maneira geral, vistas como um objeto sexual a ser desfrutado pelos homens abastados, é uma concepção que ecoa na sociedade até os dias atuais. Como escreveu Darcy Ribeiro, "O que caracteriza o português de ontem e o brasileiro de classe dominante de hoje é a duplicidade de seus padrões de relação sexual: um, para relações dentro de seu círculo social, e outro, oposto, para com a gente de camadas mais pobres".
Não se pode, contudo, acreditar que a geração da ampla camada de mestiços e mulatos no Brasil tenha sido resultado somente da exploração sexual dos senhores sobre as suas escravas. Sem negar sua existência, também existiam relacionamentos consensuais, normalmente concubinatos, alguns bastante duradouros, entre homens brancos e mulheres de cor. Segundo o historiador Manolo Florentino, "A miscigenação brasileira tem muito mais a ver com o português pobre que interage matrimonialmente e sexualmente com as mulheres negras do que propriamente com homens de elite mantendo relações sexuais com mulheres pobres negras escravizadas".

#### Relacionamentos e concubinatos no passado
Na sociedade hierarquizada e excludente do Brasil colonial, as desigualdades social, racial e de origem entre os noivos obstaculizavam os casamentos legais. Quase sempre o Estado português impedia a união entre pessoas de condições desiguais, chegando a instaurar processos para examinar a origem dos nubentes. Em consequência, negros e mulatos só podiam casar com pessoas de igual condição. Contudo, a falta de mulheres brancas na colônia empurrava muitos homens brancos para relacionamentos com mulheres de cor. Dificilmente esses relacionamentos eram oficializados na igreja, haja vista a rigidez da legislação portuguesa, resultando em concubinatos, alguns passageiros, outros duradouros.
O concubinato com homens brancos, por um lado, era vantajoso para as mulheres negras e mulatas vez que, ao alcançarem a liberdade, conseguiam diminuir o estigma da escravidão e da cor, para elas próprias e, sobretudo, para seus descendentes. Por outro lado, a situação de concubinas lhes negava os privilégios legais inerentes à condição de esposa. O casamento oficial permitia à mulher tomar posse do pecúlio do marido, mas a concubinagem não, a não ser que a companheira fosse agraciada no testamento, o que frequentemente acontecia. Algo que parecia positivo no concubinato, todavia, era o fato de que evitava a perpetuação, nos documentos oficiais, dos estigmas de cor e da antiga condição de escrava da mãe. Em uma sociedade na qual a linhagem era supervalorizada e na qual a "marca" da escravidão era passada de geração em geração, a ocultação de uma origem escrava e negra na família era considerada vantajosa. Era o processo de "branqueamento", tanto biológico como social, que muitas ex-escravas legavam a seus descendentes.
A Igreja Católica tentava como podia reprimir o concubinato, considerado crime. De tempos em tempos, as vilas e arraiais eram visitados por bispos, as chamadas Visitas Eclesiásticas, com o intuito de apurar os crimes morais e de fé praticados pelos habitantes da colônia. Os moradores eram compelidos a confessar seus próprios crimes e a delatar outras pessoas. Nesses momentos, alguns confessavam o que já era público e notório, enquanto outros aproveitavam da situação para se vingar de vizinhos ou inimigos. Contudo, a Igreja, apesar dos intentos, por muito tempo não conseguiu controlar a proliferação dos concubinatos no Brasil.
A miscigenação de africanos no Brasil ocorreu sobretudo através de concubinatos envolvendo mulheres negras ou mulatas e homens brancos de origem portuguesa. Em um levantamento de pessoas acusadas de concubinato na Comarca do Rio das Velhas, em Minas Gerais, entre 1727 e 1756, os números mostram que entre os concubinos, 92% eram homens brancos. Porém, das concubinas, 52,1% eram africanas, 35,1% crioulas (negras brasileiras) ou mestiças, e apenas 11,8% eram brancas. Havia, portanto, um nítido predomínio de concubinato envolvendo um homem branco (92%) e uma mulher negra ou mulata (87,2%). Por muito tempo, a historiografia associava a prática disseminada da concubinagem no Brasil colonial à ausência de moral, à condição de extrema pobreza desses indivíduos, aos parcos recursos para realizar um casamento, à pouca disponibilidade de mulheres brancas etc. Estas explicações não levavam em conta a influência das culturas africana e indígena nesse contexto. As mulheres africanas e suas descendentes crioulas, pardas e mulatas tinham percepções culturais diferentes das europeias. Para muitas dessas mulheres, permanecer solteira não representava uma degradação, mas uma virtude. O casamento católico na igreja, tão valorizado na cultura portuguesa, ainda não era uma prioridade para as mulheres de origem africana no Brasil colonial. Apenas mais tarde é que houve uma valorização do casamento no Brasil, e as mulheres solteiras passaram a ser estigmatizadas. Isso se deu através da importação da cultura portuguesa, disseminando aspectos culturais como a devoção à Santo Antônio (santo casamenteiro). A Igreja Católica se esforçou para instituir o casamento monogâmico na Europa no século XIII. Foi um processo árduo de normatização de comportamento feito à base de grande repressão. No Brasil, este processo só se concretizou a partir da segunda metade do século XIX, após a transferência da corte portuguesa para o Brasil. Antes disso, proliferavam no Brasil formas heterodoxas de organização familiar, imperando o concubinato e as relações temporárias. O papel da mulher no Brasil também era mais dinâmico do que se esperava para os padrões católicos de mulher recatada e devota, que se tentava imprimir. Só no século XIX, através de enorme repressão sexual, é que a concepção de que o sexo servia apenas para reprodução se instalou no Brasil e o casamento passou a ser a norma a ser seguida. Tal concepção só viria a se dissolver a partir da revolução sexual que se disseminou pelo mundo ocidental na década de 1960.

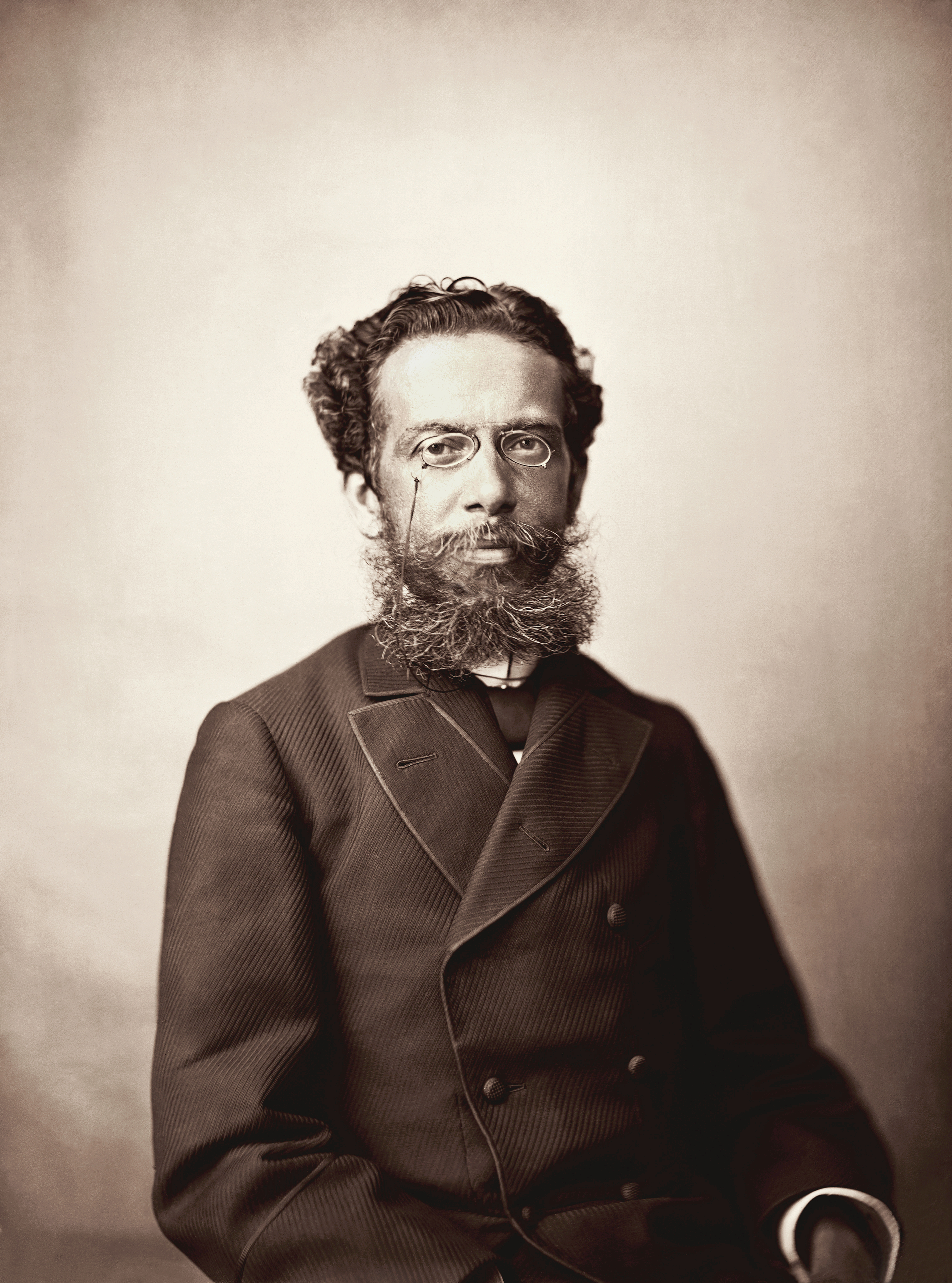
Considerado o maior nome da literatura brasileira, Machado de Assis era filho de pai mulato e mãe portuguesa

Na concepção de muitas mulheres de origem africana no Brasil colonial, o concubinato não restringia a liberdade das mulheres como o casamento, e ainda era uma forma de ascensão social, pois muitas escravas conseguiam a liberdade ao se unirem a homens brancos. Estes, após a morte, costumavam deixar bens para os filhos tidos com a concubina. Mulheres de origem africana figuravam em relações endogâmicas, poligâmicas ou mesmo relações monogâmicas, onde elas eram o centro dessa estrutura. Muitas ex-escravas, após conseguirem a liberdade, caíam na pobreza, por não dominarem algum ofício, somado ao preconceito por serem mulheres, de cor e ex-escravas. Algumas forras viviam em situação mais degradante do que alguns escravos, como os domésticos. Outras, por sua vez, se inseriam no mercado de trabalho e conseguiam uma ascensão social, acumulando riquezas. Estas moravam sozinhas, adquiriam escravos e desenvolviam atividades econômicas. Há vários relatos de mulheres negras e pardas forras, durante o período colonial, que desfrutavam de um padrão de vida equiparado ao da elite, principalmente em Minas Gerais, onde a ascensão social era mais maleável. Gozavam da liberdade de decidir o futuro de suas vidas, contrastando com a situação de submissão de muitas mulheres brancas, que primeiro viviam sob o jugo dos seus pais, para depois terem que se submeter ao marido, passando a viver praticamente enclausuradas dentro de casa. A figura mais emblemática da ascensão social das mulheres de ascendência africana no Brasil colonial é Chica da Silva, mas muitas outras mulheres forras desconhecidas alcançaram ascensão social semelhante.
Já no final do século XIX, a mistura entre negros brasileiros e imigrantes italianos não era incomum, conforme anotou um membro do Comissário Geral de Emigração (CGE), em tom preconceituoso: "A degradação não para nem diante da distinção de raça: não são incomuns os casamentos de italianos com negras e, o que é pior, de mulheres italianas com negros". Contudo, os casamentos eram exceções, sendo que a maioria dessas relações eram concubinatos, o que deixava em aberto um possível retorno do imigrante para a Itália e também refletia um preconceito de cor desses italianos, ao não assumirem formalmente seus relacionamentos com brasileiros de pele mais escura.

#### A miscigenação atualmente
Segundo o censo de 2010, 70% dos brasileiros casam com pessoas da sua mesma raça ou cor. Conforme a pesquisa, a cor é um dos fatores que os brasileiros levam em conta na hora de escolher seu parceiro, além da renda e do nível educacional. Como a maior parte da população com menor rendimento e nível de instrução está concentrada entre os pretos e pardos há uma justaposição de fatores que indicam uma “racialização” na escolha do parceiros. De acordo com os dados, 75,3% dos homens brancos casam com mulheres brancas, 69% dos pardos casam entre si, assim como 65,4% dos indígenas, 44,2% dos amarelos e 39,9% dos pretos.

## Cultura

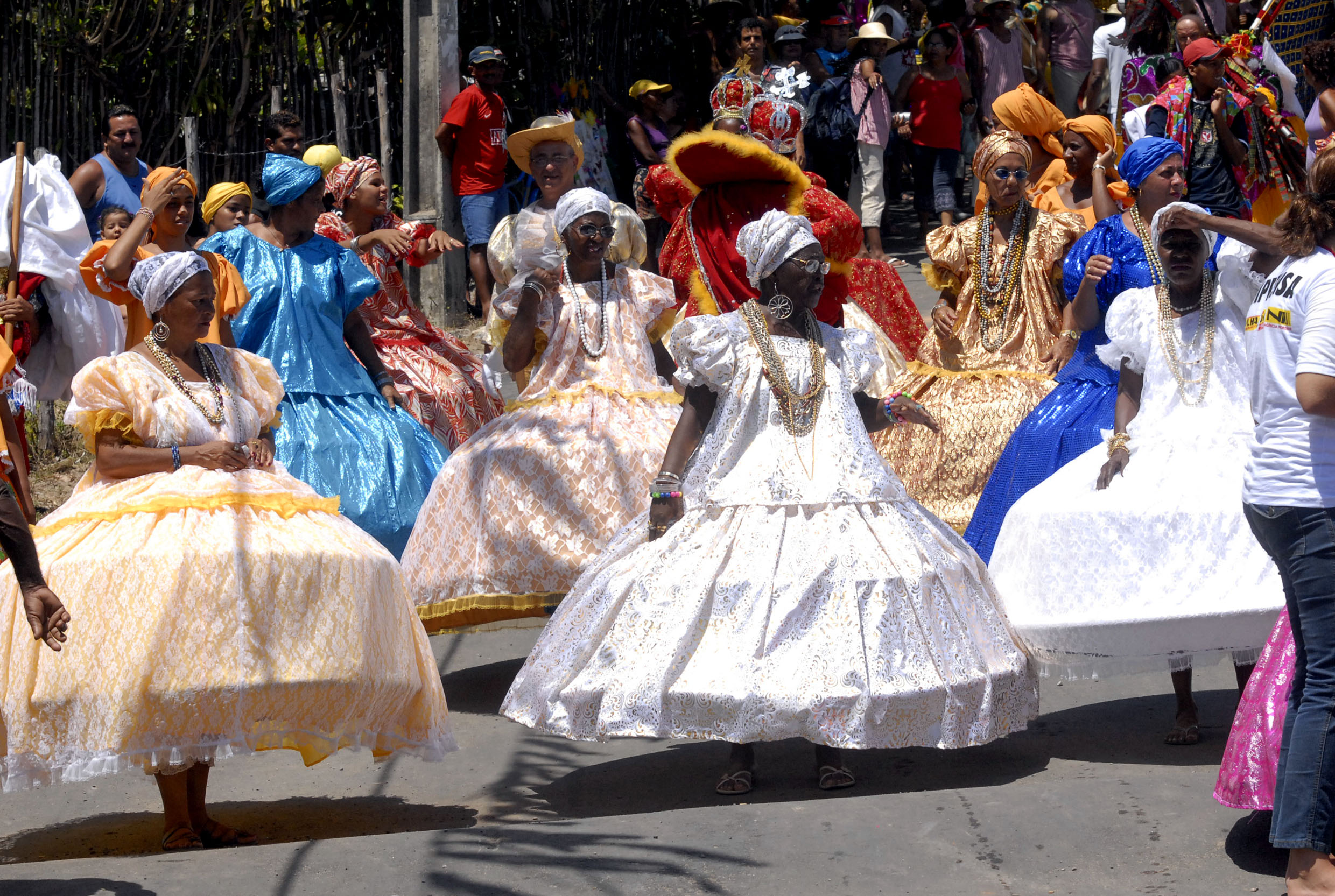
Em Pernambuco surgiram o primeiro folguedo e o primeiro ritmo afro-brasileiros: a Congada e o Maracatu. Na foto, cortejo de Maracatu Nação no Recife.

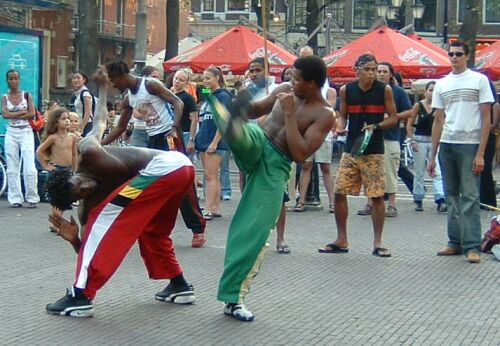
A capoeira é uma arte brasileira criada pelos negros. Considera-se que a expressão cultural tenha surgido no Quilombo dos Palmares, na então Capitania de Pernambuco.

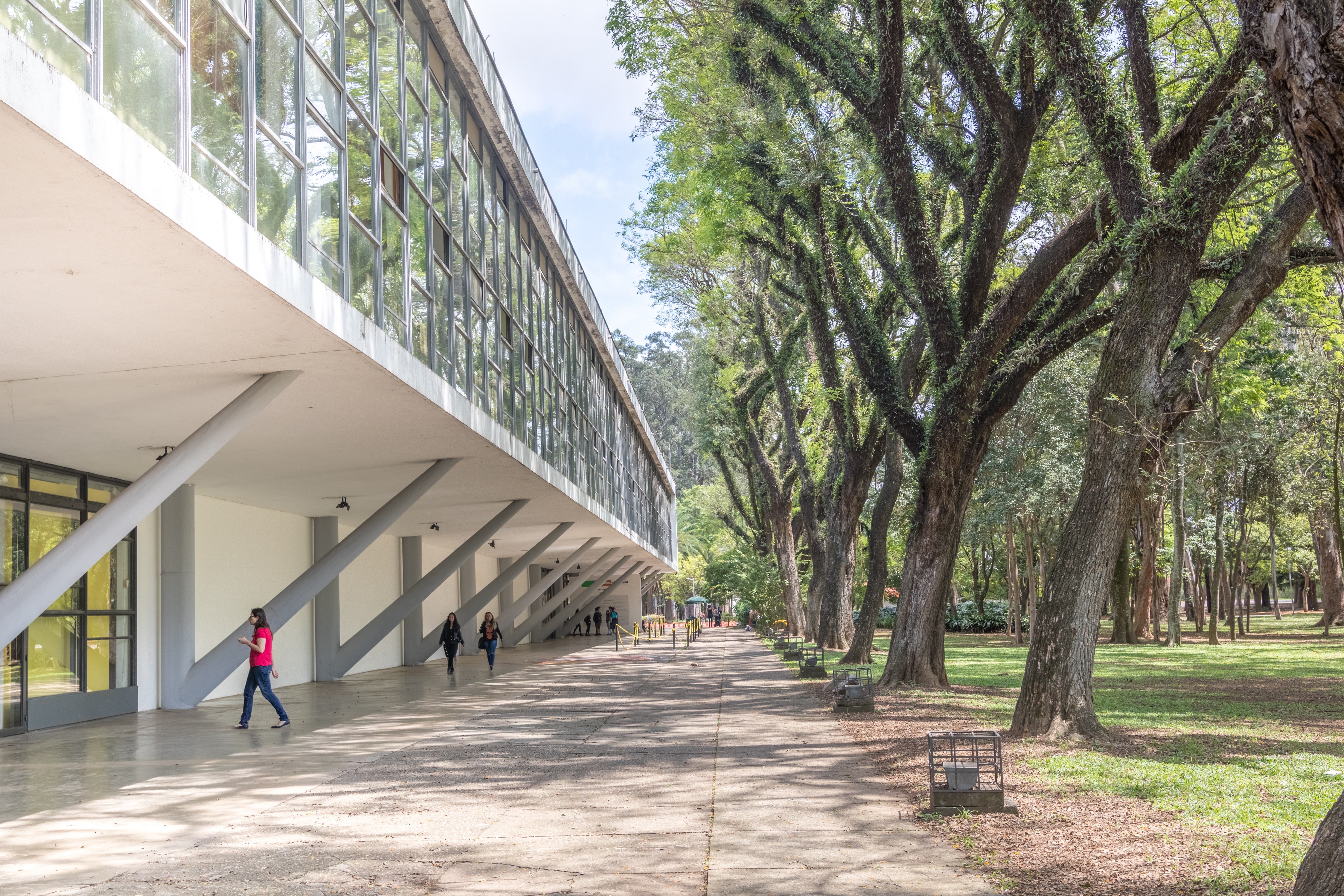
Museu Afro Brasil, em São Paulo

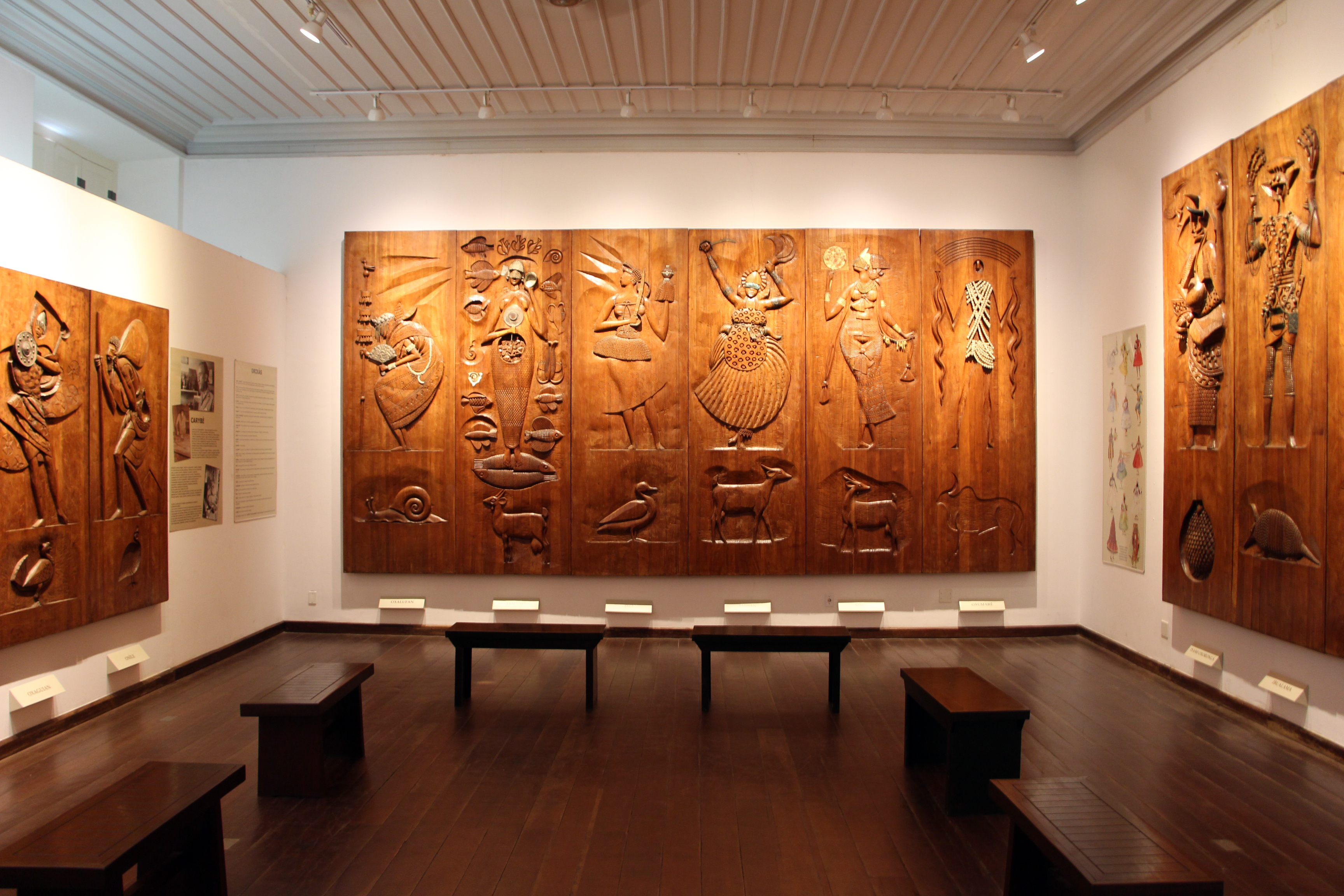
Museu Afro-Brasileiro, em Salvador

Os africanos no Brasil conseguiram preservar uma parca herança africana. Todavia, apesar de ter sido pequena, essa herança africana, somada à indígena, deixou para o Brasil, no plano ideológico, uma singular fisionomia cultural. Os negros trazidos como escravos eram capturados ao acaso, em centenas de tribos diferentes e falavam línguas e dialetos não inteligíveis entre si. O fato de todos serem negros não ensejava uma unidade linguístico-cultural quando submetidos à escravidão. A própria religião, que atualmente serve como união entre os afro-brasileiros, na época da escravidão, devido à diversidade de credos, os desunia. Em consequência, a diversidade linguística e cultural trazida pelos escravos, aliada à hostilidade entre as diferentes tribos e à política de evitar que escravos da mesma etnia ficassem concentrados nas mesmas propriedades, impediram a formação de núcleos solidários que retivessem o patrimônio cultural africano.
A cultura brasileira foi influenciada pela africana, sobretudo nas áreas onde houve maior concentração do elemento negro (no Nordeste açucareiro e nas regiões mineradoras do centro do país). Porém, uma vez inseridos na nova sociedade, nela os escravos foram se aculturando. De fato, enquanto nenhum idioma africano sobreviveu no Brasil, os negros, ironicamente, tiveram papel crucial no "aportuguesamento" do Brasil e na expansão da língua portuguesa. Eles foram o agente de europeização que difundiu a língua do colonizador, ensinando aos escravos recém-chegados o novo idioma e os aculturando no novo ambiente. Assim, o escravo transitava entre o negro boçal, recém-chegado da África, sem saber falar o português ou o falando de forma bastante limitada, sem que isso o impedisse de desempenhar as tarefas mais pesadas. Por outro lado, havia o negro ladino, já adaptado e mais integrado na nova cultura.
Apesar de não terem conseguido preservar grande parte da sua herança, os africanos conseguiram exercer influência no meio cultural em que se concentraram, influenciando o português falado no Brasil e impregnando todo o contexto cultural com o pouco que pode preservar. Nessa esteira, por exemplo, o catolicismo no Brasil assumiu características populares mais discrepantes que qualquer das heresias tão perseguidas em Portugal. A influência africana sobreviveu, em grande parte, pelo menos no plano ideológico, nas crenças religiosas e nas práticas mágicas, nas reminiscências rítimicas e musicais e nos gostos culinários dos brasileiros.
Uma das consequências do comércio de escravos foi estabelecer contato entre o que estava afastado, provocando a convivência de pessoas de diferentes origens e determinando a miscigenação, não somente biológica, mas também cultural. Ao chegarem ao Brasil, os africanos deviam adotar, em princípio, um modo de vida calcado no de seus senhores. Entretanto, é preciso assinalar que, em contato com seus senhores os escravos se europeizavam, por uma curiosa reviravolta, estes mesmos senhores se africanizavam em contato com seus escravos.
A Bahia se africanizava e em toda parte se encontrava o negro, com sua cultura, seus costumes, seu inconsciente. Mesmo sem o querer, ele os transmitia à nova sociedade na qual estava integrado à força, e sem perceber, era assimilado o que o negro ensinava. A sociedade organizada segundo as normas portuguesas não levava em conta que uma tal influência fosse possível. Entretanto, ela se fazia sentir, lenta e discretamente, de maneira tanto mais eficaz porquanto não tinha caráter combinado e deliberado, o que, na época, teria provocado uma viva oposição.

### Influência no português falado no Brasil
Atualmente, nenhum idioma africano é falado correntemente no Brasil. Hoje, a maioria dos pesquisadores acreditam que dialetos crioulos devem ter existido no país no passado, mas todos tiveram existência efêmera. Contudo, nos 400 anos que a língua portuguesa teve contato com os idiomas africanos no Brasil, diversas influências dessas línguas foram absorvidas na fala brasileira.
Os escravos oeste-africanos foram numerosos no Brasil, contudo exerceram uma menor influência no português. Dentre as línguas oeste-africanas, também chamadas de "sudanesas", as mais importantes foram as da família cuá, faladas no Golfo do Benim. Seus principais representantes no Brasil foram os iorubás e os povos de línguas do grupo jeje-fon, conhecidos antigamente como minas ou jejes. A influência das suas línguas hoje se limitam sobretudo aos léxicos relacionados às religiões afro-brasileiras (Iemanjá, Xangô, Oxum, Oxóssi etc.)
O português do Brasil foi influenciado mais profundamente pelas línguas bantas, dada a antiguidade da presença desses africanos na colônia, sendo que veio da região banta da África o maior número de escravos recebidos pelo Brasil e eles se espalharam por diversas regiões do território brasileiro. Os idiomas deste ramo que mais tiveram força no Brasil foram o quicongo, o quimbundo e o umbundo. O quicongo é falado na República Popular do Congo, na República Democrática do Congo e no norte de Angola. O quimbundo é a língua da região central de Angola, enquanto o umbundo é falado no sul de Angola e em Zâmbia.
A influência africana no português do Brasil não se limitou ao enriquecimento com a encorporação de novas palavras, mas também influenciou a fonética, a morfologia, a sintaxe, a semântica, o ritmo das frases e a música da língua. Na fonologia, a tendência do brasileiro de omitir as consoantes finais das palavras e transformá-las em vogais (falá no lugar de falar, dizê no lugar de dizer, Brasiu no lugar de Brasil) assemelha-se à estrutura silábica banto e iorubá, que nunca termina em consoante. Por influência africana, os ditongos ei e ou, reduziram-se na língua popular do Brasil (chêro no lugar de cheiro, pêxe no lugar de peixe e bêjo no lugar de beijo). Também se atribui à influência negra as aféreses violentas encontradas na fala brasileira (tá no lugar de está, ocê no lugar de você, cabar no lugar de acabar) entre outras influências.
Renato Mendonça conseguiu arrolar cerca de 350 palavras de origem africana usadas no português do Brasil, enquanto que Yeda Pessoa de Castro encontrou 3 mil termos de reconhecida proveniência africana em sua pesquisa de campo na Bahia. Muitas dessas palavras ainda não constam nos dicionários brasileiros, devido à falta de novas pesquisas na área. Muitas palavras usadas no Brasil e originárias de idiomas africanos não existem ou são pouco usadas no português de Portugal, vez que se limitam à realidade brasileira, tais como acarajé, vatapá, berimbau, bobó, cafuné (estalidos com o polegar no alto da cabeça), moleque (menino, garoto), cambada (corja, súcia), canjica, quilombo, sinhá (forma popular de senhora) e várias outras. Certos léxicos portugueses caíram em desuso no Brasil e foram substituídos por palavras de origem africana, como se observa a seguir:
| Palavra portuguesa | Palavra mais usada no Brasil | Língua de origem                                                                                           |
| ------------------ | ---------------------------- | --- |
| Insultar           | Xingar                       | Do quimbundo xinga (injuriar, ofender)                                                                     |
| Dormitar           | Cochilar                     | Do quimbundo koxila (cabecear com sono)                                                                    |
| Trapo              | Mulambo                      | Do quimbundo mulambo (trapo, roupa esfarrapada)                                                            |
| Benjamim           | Caçula                       | Do quimbundo kazuli (o filho mais moço, o último da família)                                               |
| Óleo-de-palma      | Dendê                        | Origem africana (palmeira do Congo e da Guiné, introduzida no Brasil desde o século XVI)                   |
| Nádegas            | Bunda                        | Do quimbundo mbunda (nádegas, assento)                                                                     |
| Vespa              | Marimbondo                   | Do quimbundo ma, prefixo plural da quarta classe + rimbondo, vespa (inseto, vespa)                         |
| Sinete             | Carimbo                      | Do quimbundo ka, prefixo diminutivo + rimbu, repartições (objeto usado nas repartições e casas de negócio) |
| Aguardente         | Cachaça                      | Origem africana (aguardente)                                                                               |

## Discriminação

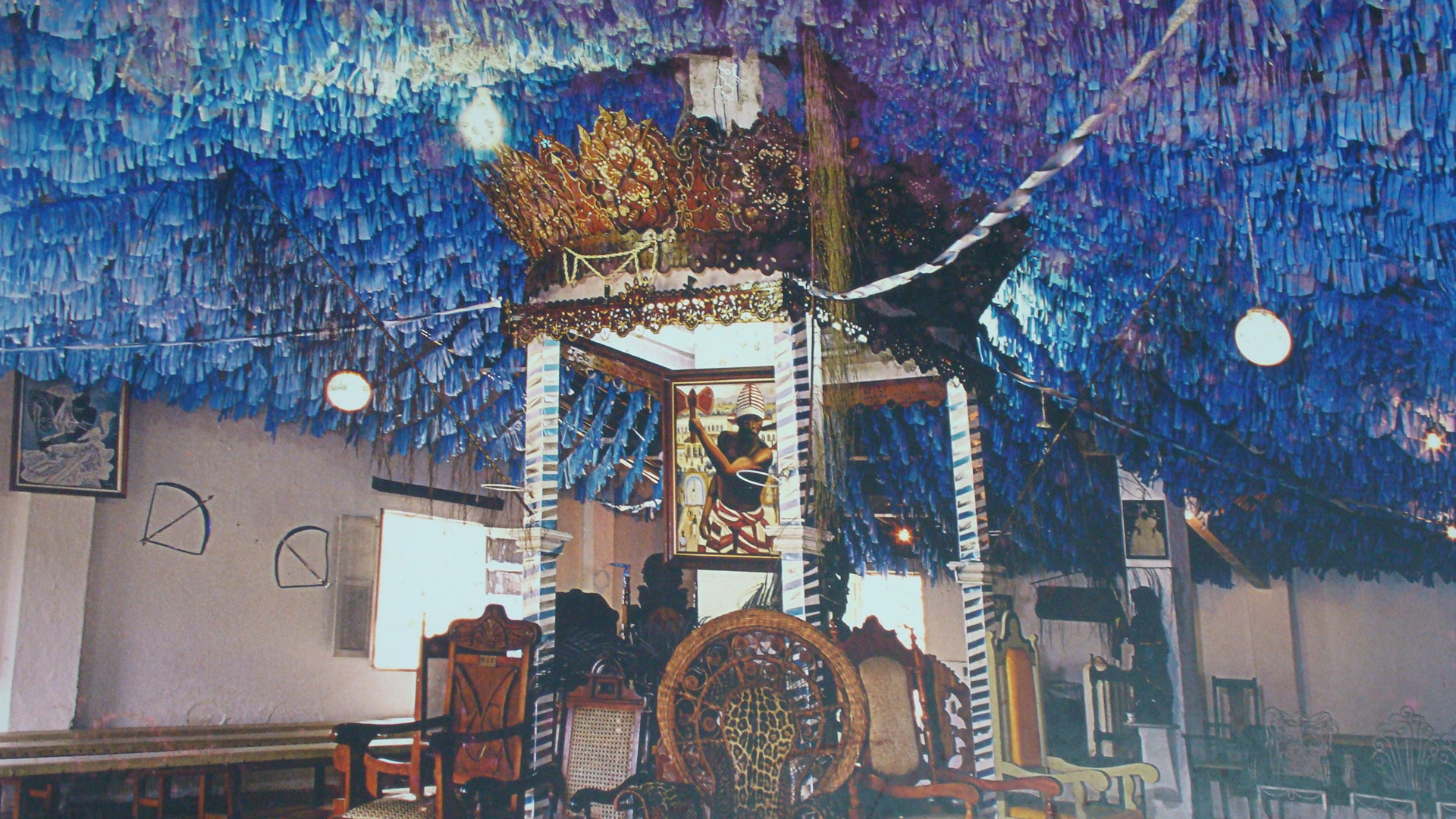
Terreiro da Casa Branca, em Salvador

O preconceito racial no Brasil é o que alguns autores chamam de preconceito "de marca", ou seja, que recai sobre o fenótipo do indivíduo (tipo de cabelo, traços e cor da pele). Ele não recai diretamente sobre a ancestralidade, pois no Brasil as classificações raciais se baseiam mais na aparência física da pessoa do que na ancestralidade. É um racismo que aparece como expressão de foro íntimo, mais apropriado ao recesso do lar. A escravidão foi abolida, houve a universalização das leis, mas o padrão tradicional de acomodação racial não foi alterado, mas apenas camuflado. Apesar da tão falada "miscigenação brasileira", um sistema enraizado de hierarquização social com base em critérios como classe social, educação formal, origem familiar e na raça continuaram. Se após a Segunda Guerra Mundial o darwinismo racial foi perdendo força e o conceito biológico de raça foi se desmontando, o "preconceito de cor" fazia as vezes da raça.
Os anos 70 representaram a chegada de todo um movimento de contestação dos valores vigentes no Brasil, por meio de política oficial e, sobretudo, alternativa, na literatura e música. Nessa época surgiu o Movimento Negro Unificado (MNU) que, ao lado de outras organizações paralelas, passaram a discutir as formas tradicionais de poder. A existência de movimentos negros no Brasil, porém, é bastante antiga. Os movimentos de mobilização racial existem no Brasil desde o século XIX. No pós-abolição, a população negra foi marginalizada, o que a levou a criar dezenas de grupos (grêmios, clubes ou associações) em alguns estados, como a Sociedade Progresso da Raça Africana (1891), em Lages, Santa Catarina; a Sociedade União Cívica dos Homens de Cor (1915), a Associação Protetora dos Brasileiros Pretos (1917), ambas no Rio de Janeiro e o Club 13 de Maio dos Homens Pretos (1902) e o Centro Literário dos Homens de Cor (1903), em São Paulo. No início do século XX, existiam centenas de associações negras espalhadas pelo Brasil. Data de 1931 a criação da Frente Negra Brasileira e do seu jornal, e periódicos dedicados ao tema já circulavam no Brasil.
O racismo no Brasil está nas diferenças no acesso à educação e ao lazer, na distribuição desigual de rendas, marcas da discriminação que fugiam à alçada oficial, mas que eram evidentes no cotidiano. A desconstrução do mito da democracia racial circunscreveu o tema racial a uma questão de classe e abandonou a cultural. O tema racial parecia subsumido à luta entre classes e seu problema não seria resolvido por meio do enfrentamento de suas especificidades. Os estudos mais recentes, todavia, demonstraram que o preconceito de cor não estava exclusivamente atrelado a uma questão econômica e social, mas que continuava como um divisor da sociedade.
O racismo brasileiro é de foro íntimo, presente na intimidade, mas camuflado quando toma a esfera pública. Ele se reflete nas relações pessoais mais íntimas, num modelo antigo de hierarquização social e de oportunidades desiguais entre os cidadãos. Reflete-se em práticas reiteradas, como o "elevador social", reservado ao moradores do prédio e o "elevador de serviços", reservado aos serviçais, majoritariamente negros. Na situação econômica se aflora, assim como na relação com a justiça, sendo que os réus negros têm 80% de chance a mais de serem incriminados que os brancos. O Brasil vive uma dicotomia, ao exaltar a miscigenação racial e cultural mas de, ao mesmo tempo, perceber-se um país extremamente desigual.

### Casos de racismo divulgados
Casos bem divulgados de racismo fazem parte da História recente do Brasil. Em 1950, a atriz negra norte-americana Katherine Dunham foi impedida de se hospedar em um hotel de São Paulo por ser "pessoa de cor". O caso rendeu críticas de Gilberto Freyre na tribuna da Câmara dos Deputados e foi um dos motivadores para a edição da Lei Afonso Arinos, a primeira lei antirracista do Brasil.
No futebol, os casos de racismo são antigos no Brasil. O esporte teve uma origem elitista, dominado por brancos, no início do século XX. Porém, paulatinamente, o futebol tornou-se motivo de diversão para jovens negros e pobres, que se tornariam os grandes nomes do futebol brasileiro, até hoje. Contudo, nos primeiros tempos, houve grande resistência à participação de jogadores negros. Para o Campeonato Sul-Americano de Futebol de 1921, o Presidente da República Epitácio Pessoa "recomendou" que a seleção não levasse jogadores negros para a Argentina pois, segundo ele, era necessário projetar uma imagem "melhor" do Brasil para os estrangeiros. Em decorrência, jogadores famosos na época, como o mulato Arthur Friedenreich, ficaram de fora do campeonato. Naquela altura, era comum que jogadores negros e mulatos usassem pó-de-arroz no rosto e alisassem os cabelos para serem aceitos. Pelé, durante sua carreira, foi ridicularizado pelos colegas e pela mídia em decorrência da sua cor, embora o jogador tenha-se negado a participar de qualquer luta antirracista.

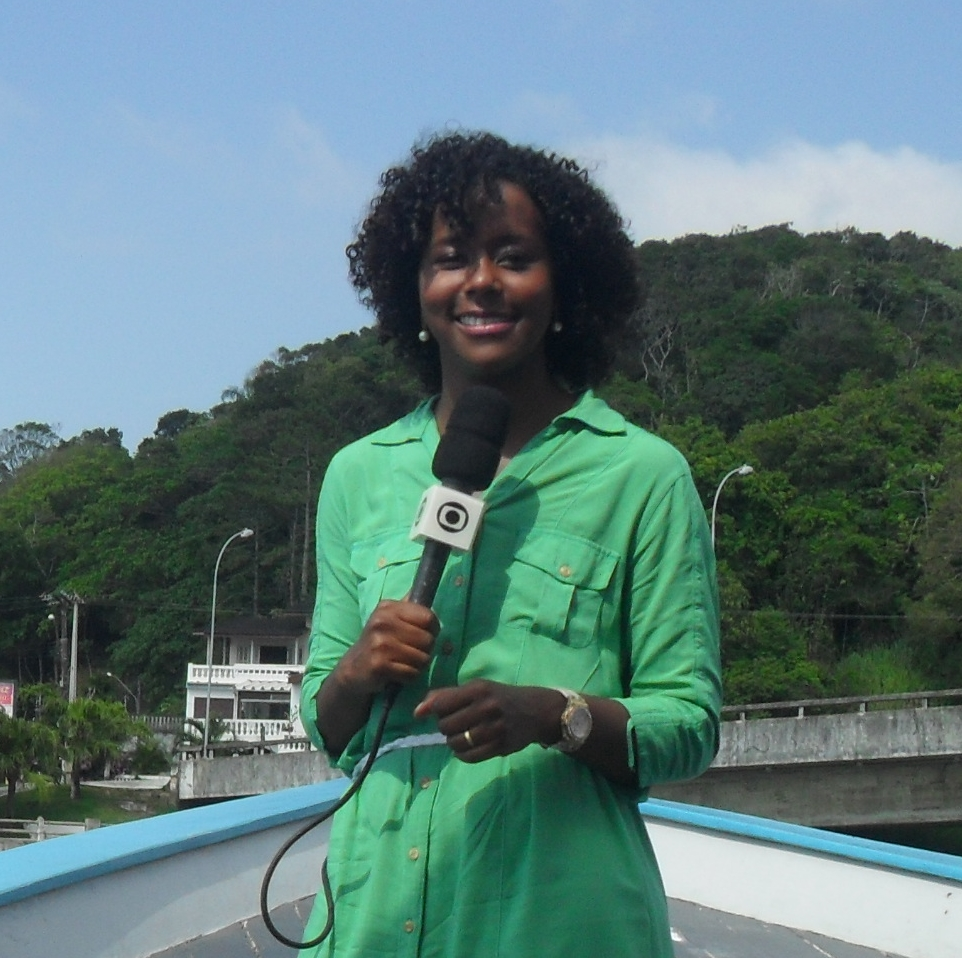
Maria Júlia Coutinho foi vítima de ataques racistas nas redes sociais, em 2015, e procurou a polícia. A jornalista recebeu o apoio de milhares de pessoas, que fizeram a hashtag "somostodosMaju" ser o assunto mais postado nas redes sociais.

Nos últimos anos, vários brasileiros negros famosos continuam sendo vítimas de racismo. Apenas em 2014 um árbitro e três jogadores de futebol foram vítimas de ataques de conteúdo racista por parte da torcida brasileira: o árbitro Márcio Chagas, no início de 2014; o zagueiro do Sport Club Internacional, Paulão; o Arouca, então jogador do Santos, e o goleiro Aranha, então do Santos, que foi insultado de "macaco" por parte da torcida do Grêmio. No último caso, o Grêmio foi excluído da Copa do Brasil pelo Tribunal de Justiça Desportiva. Contudo, os quatro torcedores identificados como ofensores escaparam de ser julgados pelo crime de injúria racial, porquanto fizeram um acordo judicial, comprometendo-se a comparecer a uma delegacia em todos os dias de jogos do Grêmio, trinta minutos antes da partida.
Mulheres negras com visibilidade na mídia também foram vítimas da intolerância. Em 2015, a jornalista da Rede Globo Maria Júlia Coutinho foi alvo de ataques racistas nas redes sociais. A hashtag: #SomostodosMaju teve ampla repercussão nas redes sociais e o caso foi exposto no Jornal Nacional, pelos âncoras William Bonner e Renata Vasconcellos, na presença de Maria Júlia. A jornalista procurou a polícia, que descobriu posteriormente que um dos suspeitos do crime era um adolescente de 15 anos de idade, de Carapicuíba, interior de São Paulo. Também em 2015, a atriz Taís Araújo teve seu perfil no Facebook atacado por ofensores com mensagens de conteúdo racista. A hashtag #SomosTodosTaísAraújo, em defesa da artista, virou "trending topic" no Twitter. Nas redes sociais, a atriz escreveu "Não vou me intimidar" e procurou a polícia, que investiga o caso.
Segundo a ONG SaferNet Brasil, em 2014 houve um aumento de 34,15% das páginas indicadas como racistas e de 365,46% das páginas de conteúdos relacionados à xenofobia no Brasil. O suposto anonimato da Internet tornou a rede um ambiente propício para os racistas se manifestarem, ao ponto de o racismo ser o segundo crime de direitos humanos mais praticado nas redes brasileiras, atrás apenas da pornografia infantil. Porém, segundo o especialista Leonardo Zanatta, "Se houver uma cooperação entre a rede social e a polícia brasileira, é fácil chegar até os responsáveis por atos racistas, ainda que tudo seja deletado".
Em 2014, o Brasil registrou 7 mil denúncias no Disque Racismo, uma média de 700 por mês.

### Indicadores sócio-econômicos

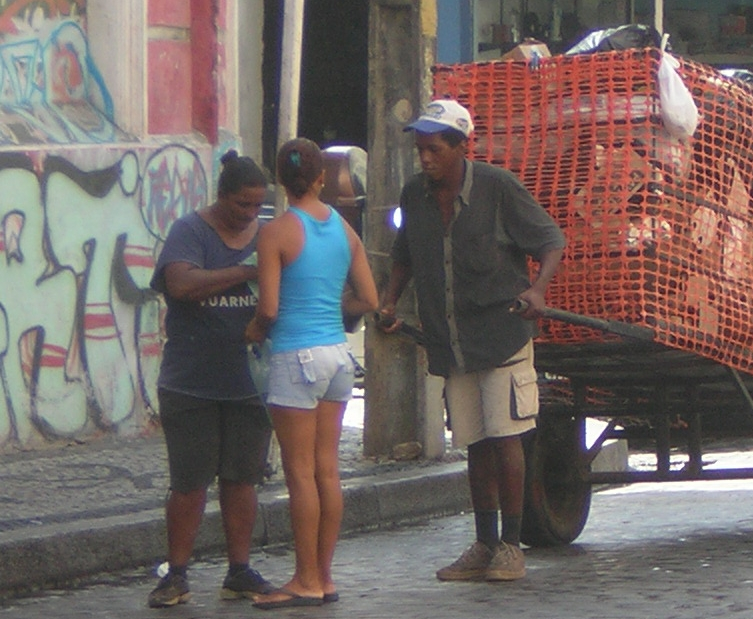
Catadores de lixo no Recife. Mais de 70% dos brasileiros que vivem na miséria são negros ou pardos

Um relatório da UFRJ divulgado em 2011 aponta que tem crescido a parcela de negros e pardos no total de desempregados. De acordo com o relatório, em 2006, 54,1% do total de desocupados eram negros e pardos (23,9% de homens e 30,8% de mulheres). Pouco mais de 10 anos antes, ou seja, em 1995, os negros e pardos correspondiam a 48,6% desse total (25,3% de homens e 23,3% de mulheres).
Em relação aos que estão empregados, as diferenças entre as raças também são claramente perceptíveis: em 2006, o rendimento médio mensal real dos homens brancos equivalia a R$ 1.164,00, valor 56,3% superior à remuneração obtida pelas mulheres brancas (R$ 744,71), 98,5% superior à conseguida pelos homens negros e pardos (R$ 586,26) e 200% à obtida pelas mulheres negras e pardas.
Um levantamento do MDS divulgado em 2011 estima que, na parcela extremamente pobre da população, 50,5% são mulheres e 70,8% declararam ser pretas ou pardas. O Censo 2010 apurou que, dos 16 milhões de brasileiros vivendo em extrema pobreza (ou com até R$ 70 mensais), 4,2 milhões são brancos e 11,5 milhões são pardos ou pretos.

### Diferenças sociais baseada na origem étnica
Os indicadores sociais revelam que no Brasil os trabalhadores brancos recebem o dobro dos trabalhadores negros e pardos.

#### Histórico da desigualdade

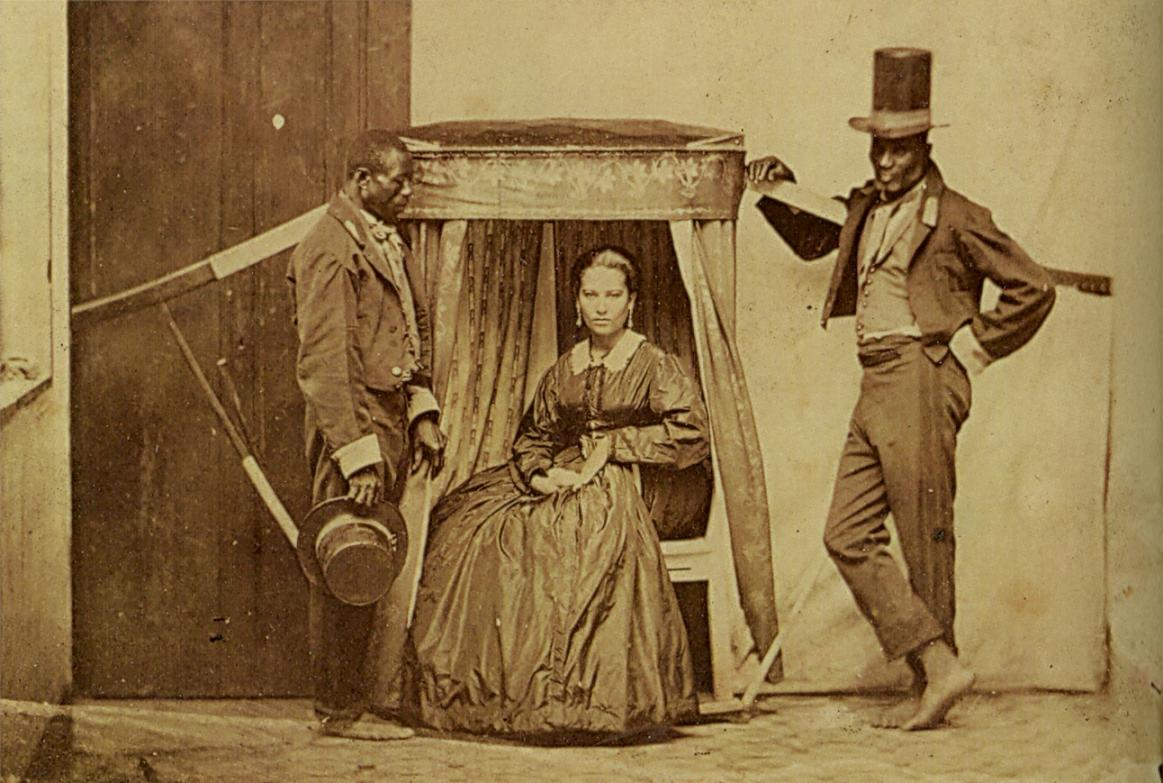
Mulher sendo carregada na liteira por seus escravos, em São Paulo, 1860

A desigualdade social entre brancos e negros e mulatos no Brasil remonta aos tempos coloniais. Embora nos primeiros dois séculos de colonização a maioria da população de origem africana no Brasil fosse escrava, no século XVIII houve um incrível crescimento das alforrias e negros e mulatos livres chegaram a formar a maioria da população em algumas capitanias. Porém, as leis e decretos vindos da Coroa Portuguesa e as práticas sociais impediram enormemente o progresso econômico dessa população. Os libertos de ascendência africana eram discriminados por leis que, frequentemente, deixavam de distingui-los dos escravos. Essas leis eram mais evidentes com relação a porte de armas e no uso de certas vestimentas. Pessoas de origem africana eram proibidas de ocupar cargos públicos, uma vez que era necessário comprovar a "pureza de sangue" para se candidatar.

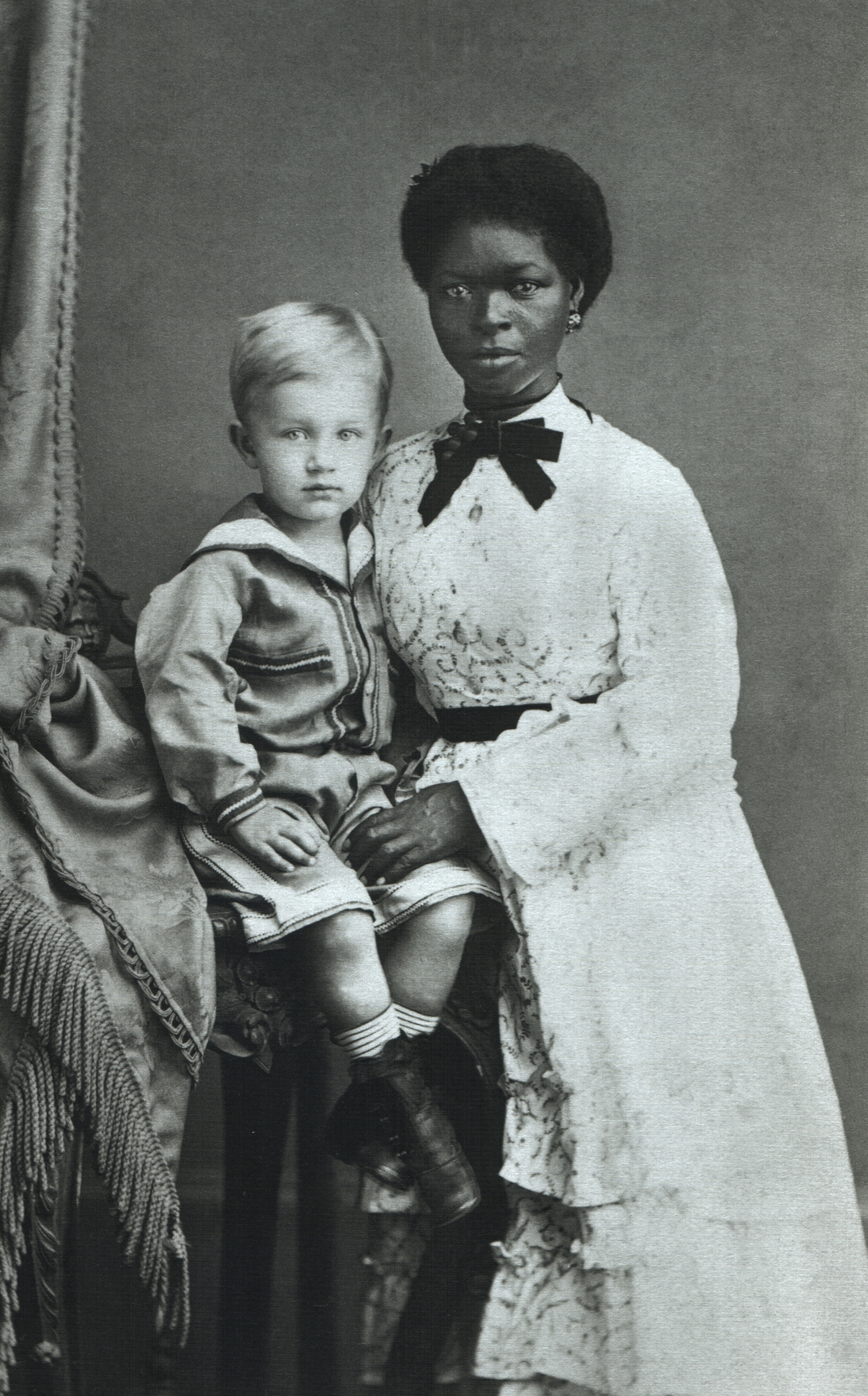
Escrava babá e ama de leite com o menino Eugen Keller na província de Pernambuco, 1874

O negro e o mulato livres tinham três possibilidades de ganhar a vida. A primeira era obter a independência financeira a qualquer custo tirando proveito de qualquer oportunidade comercial que surgisse. A segunda era deixar-se absorver no sistema escravocrata como feitor e trabalhador assalariado. A última era desistir de enfrentar os desafios e as desvantagens de ser um indivíduo de cor e entregar-se à vagabundagem. Muitos ex-escravos tinham imensa dificuldade em se integrar ao mundo dos livres. No cativeiro, tudo que se exigia de um escravo era sua força física. A instituição escravocrata minava a sua iniciativa, a capacidade de tomar decisões, a oportunidade de demonstrar liderança e a capacidade de autocontrole. Apenas os indivíduos mais determinados e resolutos conseguiam ultrapassar essas barreiras psicológicas. Portanto, os negros e mulatos nascidos livres tinham mais oportunidades que aqueles nascidos escravos e alforriados depois. E, por fim, os mulatos de pele mais clara, mesmo os nascidos no cativeiro, tinham mais chances de ser assimilados no "mundo branco" do que os negros de pele mais escura, mesmo os nascidos livres.
Assim, enfrentar a sociedade livre mostrou-se uma tarefa complicada para a crescente população de negros e mulatos livres no período colonial. Socialmente marginalizados, desprovidos de recursos financeiros, muitos viviam em situação mais precária do que os escravos. A Coroa Portuguesa e as autoridades municipais brasileiras nada fizeram para resgatar essa população da marginalidade. Não havia nenhuma política de recuperação social ou ajuda financeira. As únicas organizações do Brasil colonial que tinham alguma preocupação com os indivíduos de origem africana foram as irmandades leigas. A Santa Casa de Misericórdia, única fonte institucionalizada de assistência social de todo o império marítimo português, costumava oferecer dotes para mulheres negras e mulatas em idade de se casar, cuidava dos doentes de graça e ajudava pessoas a aprender algum ofício. Em consequência, as irmandades do Brasil colonial ajudavam, até certo ponto, a aliviar os problemas decorrentes da total ausência do Estado e da Igreja na recuperação social dos negros e mulatos livres na sociedade colonial brasileira.

#### Após a Abolição da Escravatura

A carta original da Lei Áurea, que aboliu a escravidão no Brasil em maio de 1888

"Depois que os últimos escravos houverem sido arrancados ao poder sinistro que representa para a raça negra a maldição da cor, será ainda preciso desbastar, por meio de uma educação viril e séria, a lenta estratificação de 300 anos de cativeiro, isto é, de despotismo, superstição e ignorância." - Joaquim Nabuco, abolicionista brasileiro.
O Estado brasileiro independente não mudou a sua política em relação à população negra e mulata. A medida que mais e mais pessoas de origem africana iam se libertando da escravidão, passavam a engrossar a população de marginalizados na entrada de vilas e cidades.
No dia 13 de maio de 1888, a Princesa Isabel, como regente do trono na ausência de seu pai, o Impedor Pedro II, proclamou a abolição da escravatura. A abolição não trouxe a transformação econômica e social esperada pelos abolicionistas. O Brasil continuou sendo um país essencialmente agrário, com um sistema paternalista de relações sociais e com uma rígida estratificação social. Os proprietários de terras (brancos em sua maioria e, por vezes, mulatos claros) praticamente detinham o monopólio do poder econômico, social e político. Os estratos baixos majoritários da sociedade, formados por brancos pobres e descendentes de escravos, a eles se submetiam.
Os cerca de meio milhão de escravos libertos com a abolição foram lançados numa sociedade já multirracial, na qual muitos descendentes de escravos já se encontravam em liberdade. No século XVIII, havia mais escravos do que livres ou libertos em algumas regiões do Brasil, sendo que os brancos nunca foram maioria em parte nenhuma do Brasil, até a imigração europeia alterar o perfil demográfico de vários estados do Sul e Centro-Sul a partir do século XIX. No início do século XIX, a maioria da população de origem africana ainda vivia sob a escravidão. Em 1819, cerca de 30% da população brasileira era escrava e os libertos constituíam somente entre 10 e 15%. Porém, no decorrer desse século, assistiu-se a um crescimento exponencial da população de descendentes de ex-escravos, uma vez que em 1872 os descendentes de ex-escravos já representavam 42% da população brasileira e os escravos haviam se reduzido para apenas 16%. Neste ano, havia na população parda quase três vezes mais libertos do que escravos.
Portanto, quando da Abolição, o Brasil já possuía uma grande classe de libertos, de variados tons de pele, e uma tradição longa, que remontava aos primórdios da colonização, de ascensão social por parte de um pequeno número de escravos alforriados. Uma carência centenária de mão de obra branca qualificada e semiqualificada no Brasil colonial obrigou os colonizadores portugueses a legitimar a criação de uma classe de ex-escravos que fosse capaz de exercer essas atividades, tendência essa que provavelmente continuou no século XIX.
A ascensão social dos descendentes de africanos dependia de diversos fatores. A cor da pele, a textura capilar e os traços faciais se mostravam elementos determinantes da categoria racial a qual pertenceria uma pessoa. O patrimônio e a posição social aparente, como a vestimenta e círculo social, também tinham influência, seguindo a linha de pensamento que no Brasil o "dinheiro embranquece", embora esse fenômeno se limitasse aos mulatos claros. Os limites à ascensão social dependiam, portanto, da aparência física (quanto mais "negroide", mais difícil ela era) e também do grau de "brancura" social (educação, maneiras e renda). Mas não era apenas a aparência física que importava, a origem ainda tinha importância no Brasil. Era comum que mestiços em ascensão escondessem a sua origem familiar, o que demonstrava que mesmo os mulatos que tinham um fenótipo que lhes permitia a ascensão social se sentiam inseguros que sua origem familiar pudesse ameaçar a sua mudança social.
O fato é que os libertos de cor, quase invariavelmente mulatos claros, já desempenhavam um papel importante bem antes da Abolição em 1888. Alguns haviam alcançado uma considerável ascensão social, ingressando em ocupações qualificadas ou se destacando como artistas, políticos e escritores, mesmo quando a escravidão ainda vigorava. Essa minoria contrastava com a maioria afundada na pobreza. Com a Abolição, milhares deixaram as fazendas e passaram a viver da agricultura de subsistência. Em seguida, muitos voltaram para seus antigos senhores e se inseriram novamente na força de trabalho. Outros rumaram para as cidades, não preparadas para receber esse fluxo de trabalhadores não qualificados. No Centro-Sul, os ex-escravos tiveram que competir pelos postos de trabalho com a massa de imigrantes europeus que estava chegando, mais qualificados que eles para sobreviver no mundo capitalista urbano. No Nordeste, decadente economicamente, as oportunidades de emprego eram poucas para todos. Assim, para as classes baixas brasileiras, na qual se encontravam a maioria dos negros e mulatos, a ascensão social era dificílima.
Com a Abolição, assistiu-se à saída dos ex-escravos que não queriam mais servir aos seus antigos senhores, seguida à expulsão dos negros velhos e enfermos das fazendas. Grande número de negros passaram a se concentrar na entrada das vilas e cidades, vivendo em condições precárias, o que forçou muitos deles a regressar para o trabalho nos latifúndios. Com o desenvolvimento da economia agrícola, outros contingentes de trabalhadores e agregados foram expulsos, engrossando a população das vilas. Essa massa não era constituída apenas por negros, mas também por pardos e brancos pobres, que ficavam à disposição para o aliciamento de mão de obra. Essa massa, predominantemente negra e mulata, ainda hoje pode ser vista junto aos conglomerados urbanos brasileiros e em todas as áreas de latifúndio, vivendo em situação de miserabilidade.

#### Comparação entre negros e imigrantes

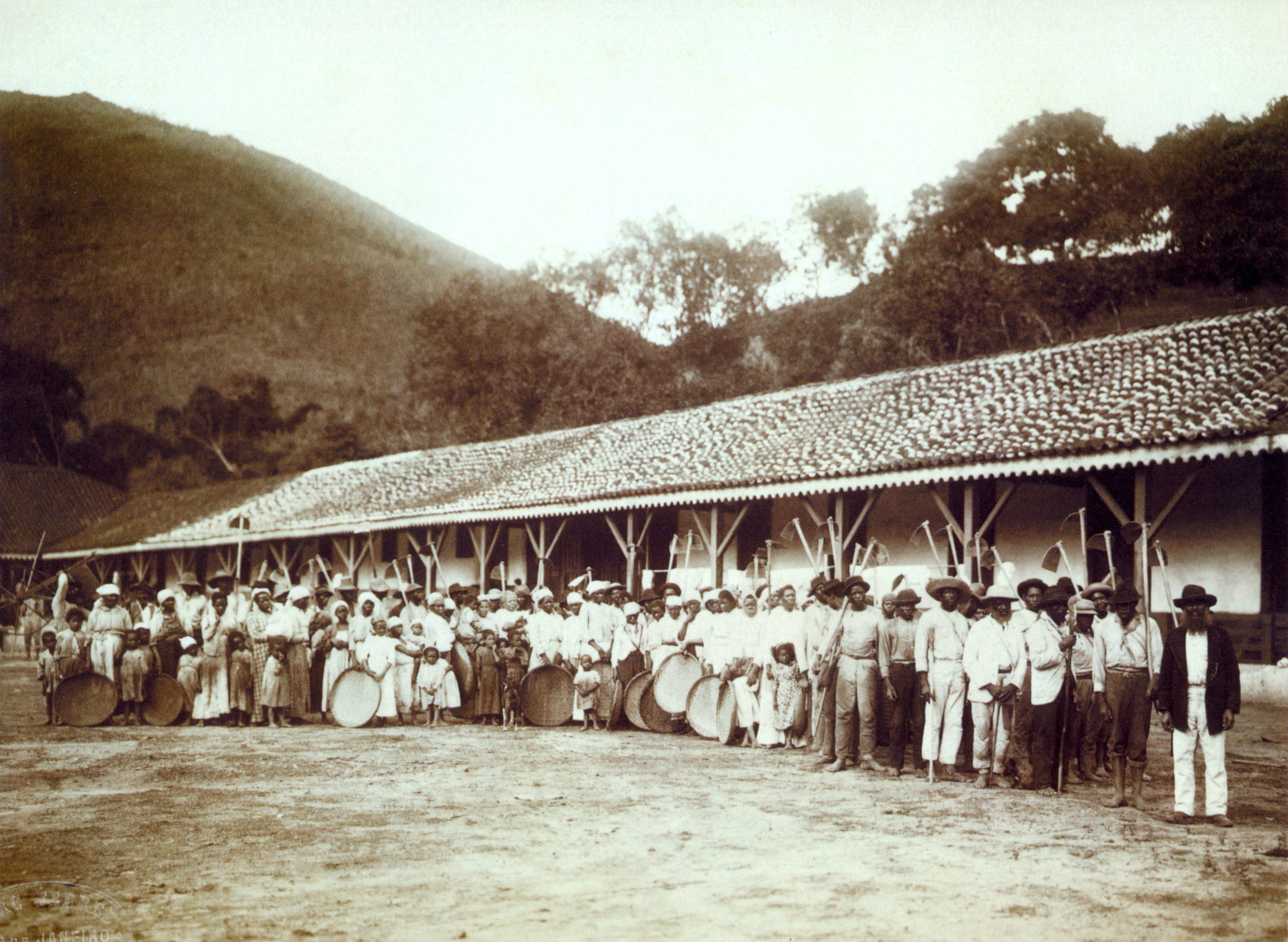
Escravos em uma plantação de café, em 1885

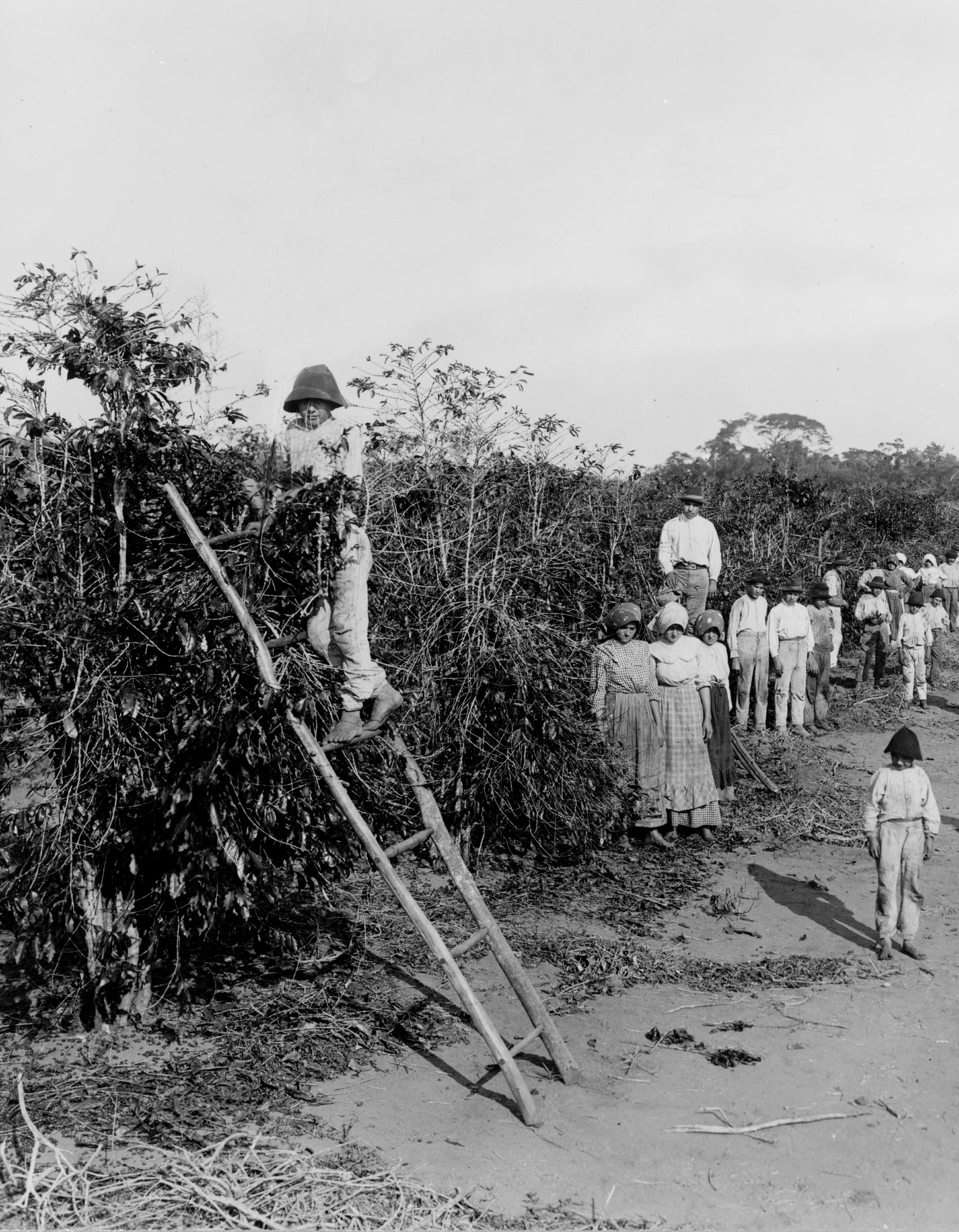
Imigrantes italianos em uma plantação de café no início do século XX

No final do século XIX, um grande número de imigrantes, sobretudo europeus, foram para o Brasil. A maioria desses imigrantes rumou para o estado de São Paulo, onde foram engajados como trabalhadores em plantações de café. Neste momento, estava havendo a transição do trabalho escravo para o trabalho assalariado. Muitos imigrantes trabalharam lado a lado de negros e mulatos, exercendo as mesmas funções, ou seja, imigrantes europeus e afrodescendentes estavam, inicialmente, no mesmo nível social. Porém, com o passar dos anos os imigrantes e sobretudo seus filhos tenderam a alcançar uma incrível ascensão social, enquanto a maioria dos negros e mulatos continuaram pobres.
Vários autores já tentaram explicar o porquê desse fenômeno. Florestan Fernandes explicava que os libertos não estavam preparados para competir com imigrantes, porque a desumanização e a violência da escravidão tornavam os primeiros anômicos, sem laços familiares e comunitários fortes, sem disciplina e tendentes a enxergar a liberdade como ausência de trabalho. A literatura atual dá mais ênfase ao racismo dos fazendeiros brasileiros, que preferiam contratar imigrantes aos trabalhadores nacionais de origem africana.
O sociólogo Karl Monsma foi mais além em sua pesquisa, ao analisar dados censitários do município de São Carlos, em São Paulo. Embora a pesquisa tenha se limitado a esse estado, ela pode ser aplicada em outras partes do país. Em 1907, em muitos aspectos a situação de negros e imigrantes era muito semelhante. A principal ocupação dos imigrantes no município era o colonato, assim como era a principal ocupação de negros e mulatos. Isso mostra que os afrodescendentes não foram inteiramente excluídos das fazendas. Naquela altura, os imigrantes ainda não tinham grande acesso à terra: apenas 13% dos italianos e 10,1% dos espanhóis eram proprietários, número inferior ao de proprietários mulatos (16%) e pretos (13,5%). A tese de Florestan Fernandes, hoje muito criticada, de que negros e mulatos, após a liberdade, passaram a viver em anomia, também não é comprovada. Em São Carlos, a porcentagem de famílias chefiadas por mulheres foi maior entre os brasileiros brancos (15,8%) do que entre pretos (14,2%) e mulatos (12,8%). As taxas de casamentos de pretos e mulatos era maior do que aquela entre brasileiros brancos o que, num contexto católico tradicional, afasta a tese de uma desorganização familiar.
Quanto à taxa de alfabetização, ela era evidentemente maior entre brasileiros brancos do sexo masculino (61,7%), portugueses (45,6%), espanhóis (45,5%) e italianos (43,8%) do que entre mulatos (30,5%) e pretos (14,7%).
O autor do trabalho chega às seguintes conclusões que tentam explicar porque imigrantes e seus descendentes progrediram enormemente no Brasil, enquanto negros e mulatos, na maioria dos casos, continuaram pobres.
- A grande presença de imigrantes europeus pobres barateou a mão de obra nas fazendas, o que prejudicou trabalhadores negros e outros brasileiros.
- Em cada nacionalidade imigrante havia uma elite escolarizada com a qual os compatriotas podiam contar para lutar contra os abusos dos fazendeiros e da polícia. A elite imigrante também empregava os compatriotas nas fazendas, oficinas e lojas e ajudava os pobres e analfabetos a lidar com a burocracia do Estado. Essa ajuda também vinha dos Consulados, onde os imigrantes recebiam assistência para a defesa dos seus direitos. Entre os negros, praticamente não havia uma elite, muito menos Consulados, e eles tinham de contar apenas com a ajuda da elite branca local, o que coibia a organização coletiva dos negros. A falta de uma elite negra deixava os negros desorganizados e incapazes de contrapor às representações negativas a eles atribuídas pelos brancos.
- Os poucos mulatos bem-sucedidos estavam se "embranquecendo" por meio do casamento com pessoas brancas e não se identificavam com os negros pobres. Com o passar de uma ou duas gerações, seus descendentes se tornavam brancos, engrossando a população de brancos bem-sucedidos.
- As famílias dos imigrantes eram, em média, maiores que as dos negros. As famílias maiores eram preferidas dos fazendeiros e podiam ganhar mais como empreiteiros ou colonos.
- A proporção de brasileiros brancos e imigrantes alfabetizados era muito maior que a de negros. Isso impedia que os negros pudessem buscar empregos melhores no comércio e no serviço público, limitando-se ao trabalho braçal. O racismo enfrentado nas escolas fazia com que a evasão escolar fosse alta entre os negros, impedindo a sua formação acadêmica.
- Os negros eram rejeitados pela elite brasileira. Por outro lado, os imigrantes e descendentes se integravam mais facilmente com as elites locais, favorecendo sua ascensão social.
- Com a ascensão social, os imigrantes e descendentes passaram a controlar um número crescente de postos de trabalho e favoreciam os seus semelhantes, internalizando o racismo, excluindo o negro de posições de poder e estigmatizando-o como moralmente inferior.

#### Salário por origem étnica
Uma pesquisa realizada em 1998, pelo sociólogo mineiro Simon Schwartzman, mostra que a desigualdade salarial no Brasil também possui um viés étnico e racial. A pesquisa mostrava que os brasileiros que ganhavam mais eram de cor ou raça amarela e branca, enquanto pretos, pardos e indígenas ganhavam menos. A renda mensal de um brasileiro branco era de R$848,41, maior do que entre indígenas (R$515,07), pardos (R$440,14) e pretos (R$400,84).
Por origem ancestral, os descendentes de imigrantes ocupavam o topo da pirâmide social brasileira. Os entrevistados que apontaram ter ancestralidade judia, árabe ou japonesa eram os mais bem sucedidos. Descendentes de judeus ganhavam R$2.047,24 mensais, de japoneses ganhavam R$1.719.14 e de árabes R$1.759.26.
No grupo intermediário estavam os descendentes de italianos (R$1.135.66), de espanhóis (R$1.134.55), de portugueses (R$1.071.97) e de alemães (R$976.59). Brancos que disseram ter só origem "brasileira" ganhavam menos, R$778.09.
Pardos que disseram ter ancestralidade africana ganhavam R$496.14, os de ancestralidade "brasileira", R$431.64. Pretos de ancestralidade africana recebiam R$515.3 e, o grupo mais pobre de todos, pretos de ancestralidade "brasileira", ganhavam R$384.81. Nota-se que pretos e pardos que associaram uma ancestralidade africana ganhavam mais que aqueles que só se disseram de ancestralidade "brasileira". Isso sugere que uma identificação com uma ancestralidade africana está relacionada a uma posição social melhor e, provavelmente, a um maior grau de escolaridade do indivíduo.

### Representatividade na mídia

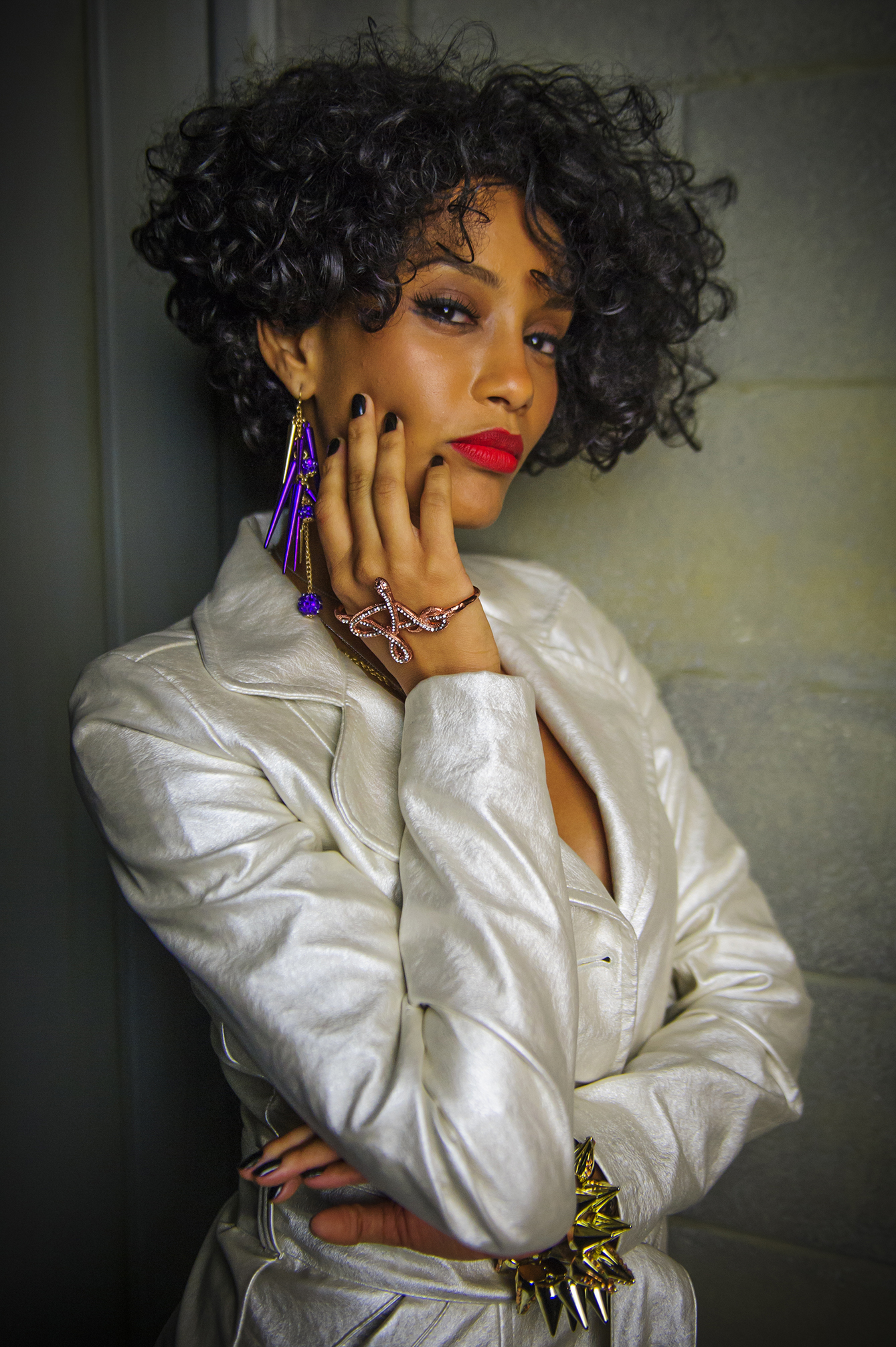
Taís Araújo foi a primeira protagonista negra de uma telenovela brasileira

Os afrodescendentes têm pouca visibilidade na mídia brasileira. Na televisão brasileira ainda impera o modelo hegemônico branco, refletindo um anseio por uma euro-norte-americanização do retrato social brasileiro. Apesar da resistência cultural e política de grupos negros, a televisão brasileira ainda não foi capaz de representar os valores, experiências e importância desse grupo formador da população brasileira. A telenovela, importante produto da indústria cultural brasileira, já representou várias classes sociais, mas os centros de suas tramas sempre rodam em torno de uma classe média branca e suas relações com os ricos. A "classe média da Zona Sul" é retratada nas novelas brasileiras de forma destacada e glamourizada, e os personagens negros são retratados a partir da visão dos brancos. Os personagens negros aparecem como "empregados fiéis e anjos da guarda dos protagonistas e personagens mais relevantes do horário nobre". Mesmo a classe média negra, quando retratada nas novelas, aparece de forma tão normal e assimilada, sem ligação com a cultura afro-brasileira, que poderia ser interpretada por atores brancos.
O Brasil produz telenovelas desde a década de 1960, porém só em 1996 é que uma atriz negra, Taís Araújo, se tornou protagonista, em Xica da Silva. Sobre os títulos de ter sido a primeira atriz negra a se destacar em diversas áreas da televisão, Taís Araújo declarou que dispensaria esses títulos pois "mostram o preconceito e o atraso existentes no meu país". Indagada sobre o porquê de haver tão poucos negros na televisão brasileira, a atriz declarou: "Porque vivemos num país recheado de preconceito. Existem muitos atores negros no mercado, bons profissionais e muito bem preparados para enfrentar qualquer personagem". Reflexo nítido disso aconteceu em 1970, na adaptação do livro americano Uncle Tom's Cabin para a televisão feita pela Rede Globo. Quem foi escalado para fazer o papel do Tio Tomás, que no livro era um personagem negro, foi o ator branco Sérgio Cardoso. Para parecer negro, Cardoso teve que se pintar de preto durante toda a novela. Numa outra adaptação do livro de Jorge Amado, na novela Porto dos Milagres, de 2001, praticamente todos os atores eram brancos, embora no livro original a história se passasse na Bahia e o próprio autor descrevia que os personagens fossem em sua maioria negros. Em 2013, a Rede Globo foi acusada de racismo nas redes sociais por não haver um único ator negro na novela Amor à Vida. Em resposta, a emissora argumentou que "não divide elenco pela cor de pele e que a escalação das novelas se dá por compatibilidade artística com a personagem e a história".
Em 2018, novamente a Rede Globo foi criticada pela ausência de pessoas negras em sua programação, dessa vez em decorrência da novela Segundo Sol, ambientada no estado da Bahia, onde, segundo o censo, cerca de 80% da população se declara de cor preta ou parda; todavia, entre os atores da novela, quase todos eram brancos. Dos 27 atores da novela, apenas três eram negros e nenhum deles tinha um papel de destaque. Grande parte do público estranhou e indignou-se com essa falta de representatividade, o que levou o Ministério Público do Trabalho (MPT) do Rio de Janeiro a notificar a Rede Globo sobre o assunto, recomendando que a emissora respeite a diversidade racial existente no Brasil. Em comunicado, a emissora admitiu que a representatividade foi "menor do que gostaria". Esse caso teve inclusive repercussão internacional, com matéria publicada no jornal britânico The Guardian.
No Brasil, os personagens negros são frequentemente estereotipados, normalmente em papéis submissos, de empregada doméstica, motorista, serviçal, guarda-costas ou favelado. As negras normalmente são retratadas como mulheres com grande apetite sexual e exacerbada sensualidade. Os homens negros, por sua vez, estereotipados como malandros e criminosos. Embora desde a década de 1970 os movimentos negros no Brasil lutem por uma maior representação de afrodescendentes na mídia, a televisão brasileira ainda segue o padrão do "branqueamento" e, apesar dos avanços, em muitas novelas os personagens negros são simplesmente ignorados. Com exceção de produções com temática escravagista, das 98 telenovelas produzidas pela Rede Globo na década de 1980 e de 1990, em 28 delas simplesmente não havia sequer um personagem negro. Em apenas 28% delas mais de 10% dos atores eram negros, em um país onde pelo menos 50% da população é formada por descendentes de africanos. A telenovela, ao não refletir a real composição étnica da população brasileira, concilia-se com a negação da diversidade racial do Brasil. Atores morenos ou mestiços também não são destacados. Telenovelas com uma temática que dê destaque à cultura ou às experiências específicas dos afro-brasileiros raramente são retratadas no horário nobre, ficando restritas a algumas minisséries.

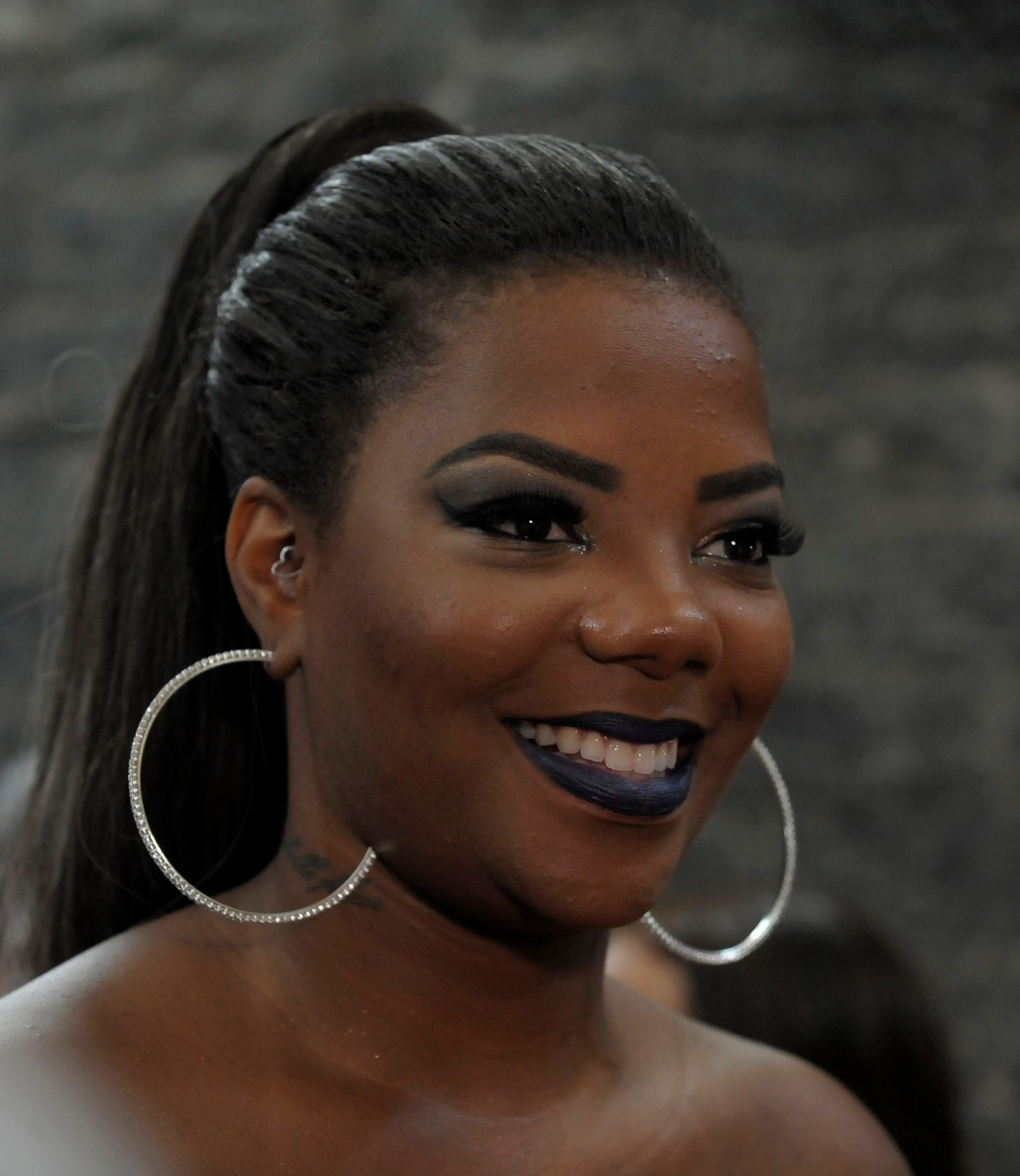
Em setembro de 2020, Ludmilla tornou-se a primeira cantora afro-latina a a atingir a marca de um bilhão de reproduções no Spotify.

No meio publicitário brasileiro a situação não é diferente. Há negros em apenas 3% dos comerciais de televisão. Na década de 1980, movimentos negros e publicitários renomados se reuniram para analisar a falta de negros na publicidade brasileira. Chegou-se à conclusão que o negro era ignorado pois a propaganda pretendia retratar um modelo de família da classe média brasileira, onde a presença negra seria escassa. Ademais, o negro não seria consumidor, os clientes não estariam aceitando a inclusão do negro em seu produto e, por fim, a publicidade seria um reflexo de uma sociedade preconceituosa. O cineasta mineiro Joel Zito Araújo, que fez um amplo trabalho sobre a representação do negro na mídia brasileira, afirmou: "na lógica dessa maioria, preto é igual a pobre, que é igual a consumo de subsistência". Como muitos brasileiros ainda vivem sob a égide do mito da democracia racial, muitos publicitários e produtores simplesmente acreditam que a questão racial não é importante, o que elimina a preocupação em retratar a diversidade racial do Brasil.
Porém, nos últimos anos, a publicidade brasileira tem percebido que muitos negros vêm ascendendo socialmente, transformando-se em potenciais consumidores. Dos brasileiros que ganham mais de vinte salários mínimos, 28% são negros. Somado a isso, há anos há pressão de grupos e de políticos negros para que haja uma maior representação dessa parcela da população. Assim, de forma paulatina a visibilidade do negro na publicidade vem aumentando. Porém, em muitos casos, os publicitários escalam para as suas propagandas um único negro, rodeado de brancos, seguindo a linha do politicamente correto.
A "branquidade normativa", ou seja, os brancos tidos como o padrão a ser seguido, não é algo exclusivo dos meios de comunicação do Brasil, sendo também uma constante em diversos países da América Latina. Nesses países, negros, índios e mestiços, sobretudo, são desvalorizados. Na mídia latino-americana, ter um fenótipo branco e, preferencialmente, o nórdico, é associado com valores positivos, como inteligência, habilidade, educação, beleza, honradez e amabilidade. São países que vivem uma dualidade pois, apesar de haver uma promoção oficial da miscigenação e um orgulho em um contexto internacional, o padrão branco é aquele tido como normal, e os outros grupos são excluídos ou estereotipados.

### Negros nos livros didáticos
Nos livros didáticos brasileiros, há uma invisibilidade dos negros e uma disparidade em relação à representação de brancos. Em uma pesquisa, nos textos não verbais analisados, em apenas 11% há representação de negros, embora mais de 40% da população brasileira se defina como preta ou parda. A representação dos negros nos livros escolares acontece com uma ênfase no lado pejorativo e degradante dessas pessoas. Em mais de 72% das representações nos livros, o negro está exposto sob uma perspectiva negativa e em somente 30% de forma positiva. No meio escolar brasileiro, a representação dos negros no livro didático está normalmente associada com o que há de pior, com a delinquência, as drogas, a escravidão, a miséria, o lixo. Frequentemente fazem referências à cor do personagem de forma negativa. A maioria dos professores entrevistados dizem não perceber essa representação negativa do negro ou não dá a devida importância ao tema, muitas vezes delegando o preconceito ao próprio aluno negro. Para a maioria dos professores, o racismo existente na sociedade não adentra o meio escolar. A ótica dos alunos, por outro lado, se mostrou mais aguçada quanto à percepção dessa discriminação. A maioria dos estudantes relataram que percebem que nos livros didáticos há uma maior representação do grupo branco do que do negro, apenas 11,11% disseram que tanto brancos quanto negros são representados de forma igual. Porém uma minoria entende isso como uma manifestação de racismo. Os alunos, ao terem contato com o livro, associam os personagens ali contidos com os colegas de classe. Como a maioria dos negros são retratados de forma pejorativa no livro didático, os colegas negros passam a ser estigmatizados e ridicularizados, gerando sérios reflexos na sua formação.
A educadora Andreia Lisboa de Sousa, ao analisar a representação do negro na literatura infanto-juvenil, chegou à conclusão de que a representação negativa e degradante do negro leva a uma extrema baixa autoestima dos alunos negros: "Os instrumentos legitimadores como família, escola e mídias tendem a desqualificar os atributos do segmento étnico-racial negro", afirmou ela.
A partir de 2010, ganhou repercussão na mídia e nos meios jurídicos brasileiros a questão em torno da obra de Monteiro Lobato, Caçadas de Pedrinho, publicada em 1933. No livro em questão, a personagem negra Tia Anastácia é chamada de "macaca de carvão" e referida como pessoa que tem "carne preta". A obra, cuja leitura é obrigatória nas escolas públicas, foi alvo de mandado de segurança impetrado pelo Instituto de Advocacia Racial (Iara) perante o Supremo Tribunal Federal. No referido remédio constitucional, o Iara demandava que a questão fosse decidida pela Presidência da República e requeria a retirada do livro de Lobato da lista de leitura obrigatória, para que as crianças brasileiras não ficassem expostas ao seu alegado conteúdo racista. Tal pedido já havia sido feito e negado pela Câmara de Educação Básica, pelo Plenário do Conselho Nacional de Educação e pelo ministro da Educação. Também requeria que o MEC incluísse "notas explicativas" nos livros fornecidos às bibliotecas e que apenas a "professores preparados a explicar as nuances do racismo do Brasil da República Velha" fosse permitido o lecionamento acerca do livro. Em 2014, o ministro Luiz Fux, após análise tão somente do pedido de liminar, sem adentrar o mérito, concordou com o parecer da Procuradoria-Geral da República de que o presidente não é omisso se decide não avocar um tema para si. É sabido que Monteiro Lobato era abertamente racista, sendo membro da Sociedade Eugênica de São Paulo, grupo que pregava a superioridade da raça branca sobre as demais. Em correspondência a um amigo, não escondeu que defendia a atuação da Ku Klux Klan no Brasil, grupo racista que promovia assassinatos, linchamentos e outras atrocidades contra negros nos Estados Unidos. Em suas obras, a personagem negra Tia Anastácia é constantemente retratada de forma pejorativa e discriminatória. Os meios de comunicação brasileiros, majoritariamente, posicionaram-se contrários ao parecer desfavorável à obra de Lobato, frequentemente alegando que se tratava de uma tentativa de "censura" e de um "atentado à livre expressão de ideais".

## Pesquisas genéticas
| Miscigenação racial dos brasileiros Valores arredondados provenientes de duas pesquisas independentes feitas respectivamente com brasileiros negros e com brasileiros brancos | Miscigenação racial dos brasileiros Valores arredondados provenientes de duas pesquisas independentes feitas respectivamente com brasileiros negros e com brasileiros brancos | Miscigenação racial dos brasileiros Valores arredondados provenientes de duas pesquisas independentes feitas respectivamente com brasileiros negros e com brasileiros brancos | Miscigenação racial dos brasileiros Valores arredondados provenientes de duas pesquisas independentes feitas respectivamente com brasileiros negros e com brasileiros brancos |
| Lado | Origem | Negros Porc.(%) | Brancos Porc.(%) |
| --- | --- | --- | --- |
| Materno (DNAmt) | África subsaariana | 85% | 29% |
| Materno (DNAmt) | Europeia | 2,5% | 38% |
| Materno (DNAmt) | Ameríndia | 12,5% | 33% |
| Paterno (Cromossomo Y) | África subsaariana | 48% | 2% |
| Paterno (Cromossomo Y) | Europeia | 50% | 98% |
| Paterno (Cromossomo Y) | Ameríndia | 1,6% | 0% |

Uma pesquisa genética encomendada pela BBC Brasil analisou a ancestralidade de 120 brasileiros auto-declarados pretos que vivem em São Paulo. Foram analisados o cromossomo Y, herdado do pai, e o DNA mitocondrial, herdado da mãe. Ambos permanecem intactos através de gerações porque não se misturam com outros materiais genéticos provenientes do pai ou da mãe, salvo as raras mutações que podem ocorrer. O DNA mitocondrial de cada pessoa é herdado da sua mãe, e esta o herdou do ancestral materno mais distante (a mãe da mãe da mãe etc). Já o cromossomo Y, presente apenas nos homens, é herdado do pai, e este o herdou do ancestral paterno mais distante (o pai do pai do pai etc).
A pesquisa revelou proporções quase iguais de cromossomos Y de origem europeia (50%) e africa subsaariana (48%) no grupo analisado. Assim, pode-se afirmar que metade desta amostra de pretos brasileiros são descendentes de pelo menos um homem europeu. Por outro lado, esta pesquisa mostrou que no grupo de pretos analisados, cerca de 85% das pessoas tinham DNA mitocondrial originado de uma antepassada da África subsaariana e 12,5% de uma índigena. Se o grupo analisado representa uma boa amostra da população brasileira, pode-se dizer que os brasileiros negros descendem pelo lado paterno tanto de europeus quanto de africanos subsaarianos, enquanto pelo lado materno são em maior parte descendentes de africanas subsaarianas (85%). Nota-se também que uma parte considerável (12,5%) deste grupo de brasileiros autodeclarados pretos é descendentes pelo lado materno de pelo menos uma ancestral índia.

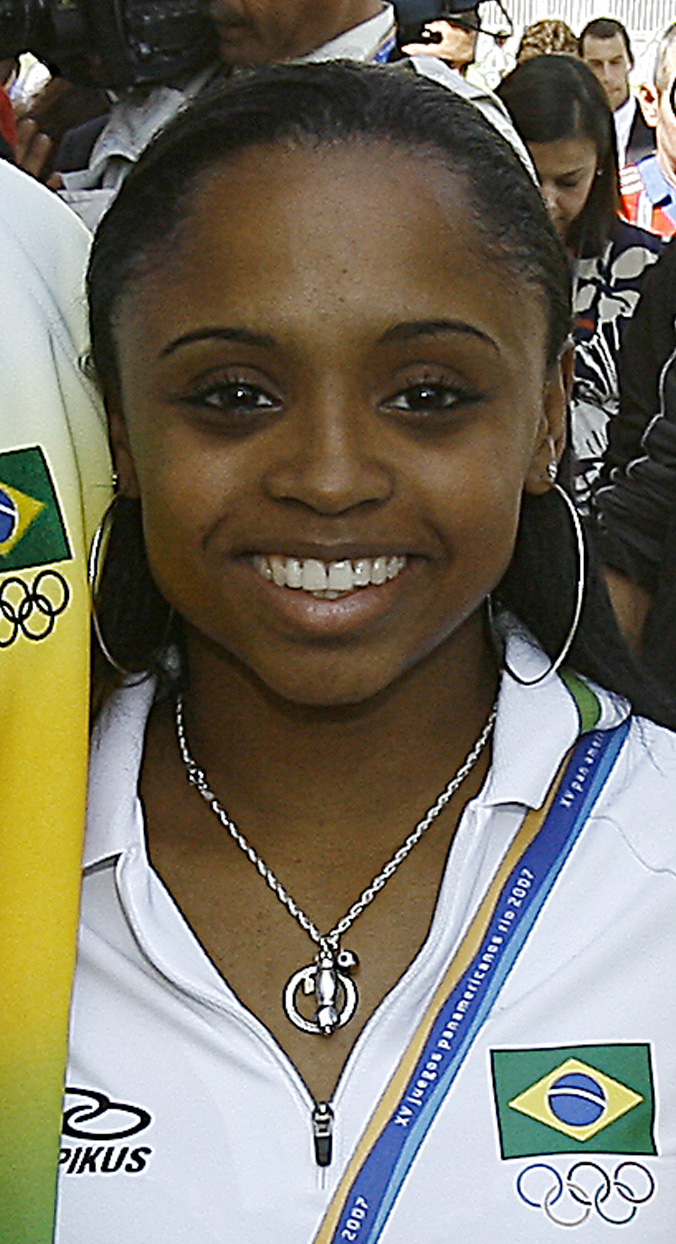
Daiane dos Santos,
40,8% de ancestralidade europeia, 39,7% africana e 19,6% ameríndia de acordo com um estudo de seu DNA

A mesma pesquisa genética também analisou a ancestralidade de brasileiros negros famosos. O resultado surpreendeu ao mostrar que pessoas auto-classificadas e consideradas pretas perante a sociedade apresentam alto grau de ancestralidade europeia. Alguns resultados obtidos foram:
- Daiane dos Santos, atleta : 40,8% de genes europeus, 39,7% da África subsaariana e 19,6% ameríndios;[153]
- Neguinho da Beija-Flor, sambista : 67% de genes europeus e 32% da África subsaariana;[154]
- Ildi Silva, atriz : 71,3% de genes europeus, 19,5% de genes da África subsaariana e 9,3% ameríndios;[155]
- Sandra de Sá, cantora : 96,7% de genes da África subsaariana;[156]
- Milton Nascimento, compositor e cantor : 99,3% de genes da África subsaariana.[157]

Outra pesquisa genética sugere que uma quantidade considerável de brasileiros brancos não carregam em si apenas DNA proveniente de povos europeus, tendo também DNA proveniente de índios e africanos, devido a miscigenação. Como esperado, o ancestral não europeu está mais comumente do lado materno. De acordo com essa pesquisa os brasileiros brancos seriam resultado mais da miscigenação com índias do que com africanas subsaarianas, embora a diferença seja pequena. (os resultados desta pesquisa foram colocados na mesma tabela com a pesquisa genética de brasileiros negros anteriormente mencionada) A mesma pesquisa permitiu comparar o grau de miscigenação dos brasileiros brancos com o de estadunidenses brancos, comprovando-se, como esperado, que os primeiros são mais miscigenados, embora também tenha havido miscigenação entre os segundos.
De acordo com esse mesmos estudo genético, 45% de todos os brasileiros, brancos e pretos, teriam cerca de 90% de genes africanos subsaarianos; e que cerca de 86% possuem 10% ou mais de genes africanos subsaarianos. Mas esse próprio estudo admite que seus limites de confiança são amplos e foram feitos por extrapolação (extrapolação de 173 amostras de Queixadinha, Norte de Minas Gerais, para todo o Brasil): "Obviamente estas estimativas foram feitas por extrapolação de resultados experimentais com amostras relativamente pequenas e, conseqüentemente, têm limites de confiança bastante amplos". Um outro estudo genético autossômico, também levado a cabo pelo geneticista brasileiro Sérgio Pena, em 2011, e contando  com aproximadamente 1000 amostras de todas as regiões do país, "negros", "pardos" e "brancos" (de acordo com suas respectivas proporções na população brasileira), concluiu que: "Em todas as regiões estudadas, a ancestralidade europeia foi a predominante, com proporções variando de 60,60% no Nordeste a 77,70%  no Sul do país". A ancestralidade africana encontra-se presente em grau alto em todas as regiões do Brasil. E a indígena, em grau menor, também encontra-se presente em todas as regiões do Brasil. Os "negros" possuem significativo grau de ancestralidade europeia e, em menor grau, ancestralidade indígena. Esse estudo foi realizado com base em doadores de sangue, sendo que a maior parte dos doadores de sangue no Brasil vêm das classes mais baixas (além de enfermeiros e demais pessoas que laboram em entidades de saúde pública, representando bem, assim, a população brasileira).
De acordo com um estudo genético autossômico feito em 2010 pela Universidade Católica de Brasília e publicado no American Journal of Human Biology, a herança genética europeia é a predominante no Brasil, sendo que no sul esse percentual é mais alto. Esse estudo se refere à população brasileira como um todo: "Um novo retrato das contribuições de cada etnia para o DNA dos brasileiros, obtido com amostras das cinco regiões do país, indica que, em média, ancestrais europeus respondem por quase 80% da herança genética da população. A variação entre regiões é pequena, com a possível exceção do Sul, onde a contribuição europeia chega perto dos 90%. Os resultados, publicados na revista científica American Journal of Human Biology por uma equipe da Universidade Católica de Brasília, dão mais peso a resultados anteriores, os quais também mostravam que, no Brasil, indicadores de aparência física como cor da pele, dos olhos e dos cabelos têm relativamente pouca relação com a ascendência de cada pessoa. Outro estudo genético autossômico recente, de 2009, também indica que a ancestralidade europeia é mais importante, seguida da africana, e depois da ameríndia.
De acordo com um estudo autossômico realizado em 2008, pela UnB, a população brasileira é formada pelos componentes europeu, africano, e indígena, com as seguintes proporções: 65,90% de contribuição européia, 24,80% de contribuição africana e 9,30% de contribuição indígena.
Um estudo genético de 2013, com base em populações urbanas de várias partes do Brasil, chegou à seguinte conclusão: "seguindo um gradiente Norte Sul, a ancestralidade europeia foi a principal em todas as população urbanas (com valores até 74%). As populações do Norte têm proporção significativa de ancestralidade indígena que é duas vezes maior do que a contribuição africana. No Nordeste, Centro Oeste e Sudeste, a ancestralidade africana foi a segunda mais importante. Todas as populações estudadas são no geral miscigenadas, sendo a variação maior entre indivíduos do que entre populações".
Um estudo genético de 2015, o qual também analisou dados de 25 estudos de 38 diferentes populações brasileiras concluiu que: a ancestralidade europeia é quem mais contribuiu para a ancestralidade dos brasileiros, seguida da ancestralidade africana, e ameríndia. O percentual encontrado foi: 62% de contribuição europeia, 21% africana e 17% indígena. A região sul tem o maior percentual de ancestralidade europeia (77%). A região nordeste tem o maior percentual de contribuição africana (27%). E a região norte tem o maior percentual de contribuição indígena (32%).
O povo brasileiro é, em verdade, o resultado do encontro de europeus, africanos e indígenas: 
"A correlação entre cor e ancestralidade genômica é imperfeita: ao nível individual não se pode prever com segura a cor da pele ou seu nível de ancestralidade europeia, efricana e emeríndia nem o oposto. Independentemente da sua cor de pele, a grande maior parte dos brasileiros possui um nível de ancestralidade europeia muito alto. Também, independentemente de sua cor de pele, a maior parte dos brasileiros possui um grau significativo de ancestralidade africana. Finalmente, a maior parte dos brasileiros têm um grau significativo e muito uniforme de ancestralidade indígena. A alta variabilidade observada em brancos e negros sugere que cada brasileiro possui uma proporção única e singular de ancestralidades europeia, africana e indígena. Assim, a única maneira de se lidar com os brasileiros não é considerando eles como membros de categorias segundo a cor da pele, mas sim em uma base de pessoa para pessoa, como 190 milhões de seres humanos com um genoma e histórias de vida singulares".